# DRAGON QUEST -ダイの大冒険-
『DRAGON QUEST -ダイの大冒険-』（ドラゴンクエスト ダイのだいぼうけん）は、堀井雄二（監修）、三条陸（原作）、稲田浩司（作画）による日本の漫画、およびそれに基づいたアニメ作品。2022年4月時点で単行本の発行部数は5000万部を突破している。

## 概要
スクウェア・エニックス（原作連載当時はエニックス）の人気RPG『ドラゴンクエストシリーズ』の世界観・設定を元にした漫画作品。ストーリー自体は本作オリジナルであり、ゲーム作品との接点はない。
『ドラゴンクエストシリーズ』のゲームで登場する呪文のほか、ゲームにないオリジナルの技や呪文も登場し、その中には「メドローア」など後のゲーム作品で採用されたものも存在する（呪文・技の項を参照）。

### 制作背景
第1作の開発時点よりドラゴンクエストシリーズに常に関わっていた『週刊少年ジャンプ』は、『ドラゴンクエストIII そして伝説へ…』から2年越しの新作『ドラゴンクエストIV 導かれし者たち』のために、誌面でのバックアップを中心としたアニメ・漫画などのメディアミックスを企画した。堀井雄二と鳥山明がテレビアニメ（勇者アベル伝説）を担当し、新人の稲田浩司とライターだった三条陸が漫画担当に起用された。その際「ゲームと同じ内容ではつまらない」という監修・堀井の意見を受け、1989年第25号および第26号にオリジナルの読み切り漫画『デルパ! イルイル!』（前後編）が掲載された。この作品は低年齢層からの高い支持と、企画漫画では異例と言えるほどの高アンケート順位を獲得し、連載がすぐ決まった。読み切り2作目の『ダイ爆発!!!』（同年第35号から第37号にかけて掲載、全3話）は、後の連載を前提とした伏線を盛り込んで作られている。

### 連載開始から終了まで
物語本編は『週刊少年ジャンプ』誌上で1989年第45号から1996年第52号までの約7年間に渡り、『DRAGON QUEST -ダイの大冒険-』として連載された（読切や番外編を除いて全343話）。単行本は全37巻。連載中には東映動画（現・東映アニメーション）の制作で一度目のアニメ化（テレビシリーズ、および劇場版作品3本）がされ、タカラ（現・タカラトミー）による玩具展開や、『ジャンプ』誌上での主要キャラクターのコスチューム公募企画が行われるなど、ポスト団塊ジュニア世代を中心に高い支持を得た。しかし1992年9月にアニメ放送が突然の打ち切りとなり（打ち切りの経緯は後述）、その後の話は長らく映像化されることはなかった。一方、原作の連載（物語本編の中盤から後半にあたる）はアニメ放送終了後も続けられ、最終話まで安定した人気を保ち続けた。

### 連載終了後の新たなメディア展開
連載終了後の作品展開は2003年から翌年にかけて漫画文庫版（全22巻）が刊行される程度にとどまっていたが、原作終了後20年が経過した2016年ころから他のドラゴンクエストシリーズ作品とのコラボレーションが行われ注目されるようになった。2016年12月14日に『星のドラゴンクエスト』とのコラボ企画開催が決定。2017年3月31日には『ドラゴンクエストモンスターズ スーパーライト』とコラボ。続いて4月5日に『ドラゴンクエストモンスターズ ジョーカー3 プロフェッショナル』とコラボした。
そして、2019年12月21日に開催された『ジャンプフェスタ2020』にて、東映アニメーションの制作で2020年秋から2度目のアニメ放送を行うことが発表された。また同時進行で、スクウェア・エニックスの制作による初のゲーム化プロジェクトも発表された。
2020年5月27日の「ドラクエの日」にて行われたYouTubeでの配信にて、2020年10月よりテレビ東京系列で新作アニメの放送が開始されることが告知され、メインキャストが発表された。同時にスマホアプリ、アーケード、家庭用の3つのゲームのタイトルが発表され、原作コミックスの「新装彩録版」（全25巻）の刊行、1991年版のアニメBlu-ray BOXの発売、Vジャンプでのスピンオフコミックの連載、その他グッズなどが発表された。2021年7月15日には『モンスターストライク』とコラボした。
2022年8月11日から28日まで、サンシャインシティ文化会館ビル2階展示ホールにて｢『ドラゴンクエストダイの大冒険』展～勇者の奇跡 いざ最終決戦へ～」と題して企画展を開催し、その後に、名古屋、大阪でも開催された。

### 海外展開
第1作テレビアニメは日本国外でも放送され、コミックスが発売された。フランスやスペインなどでも放送・発売されているが、主人公ダイの名前が、単語のDie（＝死）を連想させ縁起が悪いという理由から「Fly」に変更された。雑誌に連載されたり、コミックスが発売されているのは、タイ・香港・台湾・韓国・マレーシア・スペインなど。
第2作テレビアニメ放送開始後の海外展開では、主人公の名前は「Dai」で統一されており、英語のタイトルも「DRAGON QUEST: The Adventure of Dai」である。

## あらすじ

### 序章（デルパ! イルイル! / ダイ爆発!!!）
魔王ハドラー率いる魔王軍と勇者率いる勇者パーティの戦いは、勇者パーティの勝利で終わり、魔王の配下であったモンスターも魔王の支配から解き放たれ、世界に平和が訪れた。
それから十数年後。多数のモンスターが住む怪物の島・デルムリン島に赤子の時に漂着し鬼面道士のブラスに育てられた少年ダイは、島唯一の人間として、ゴールデンメタルスライムのゴメちゃんを始めとする友達のモンスターたちと共に平和に暮らしつつも、勇者になることを夢見ていた。そんな中でも何度かの冒険や騒動もあり、その過程でダイはパプニカ王国王女のレオナと知り合う。

### ダイの旅立ち
ある日、ゴメちゃん以外の島のモンスターたちが凶暴化。辛うじて理性を保っているブラスは魔王が復活したことを察する。そこに勇者の家庭教師を名乗る謎の人物アバンとその弟子の魔法使いポップが現れ、島を破邪呪文・マホカトールで覆い、モンスターたちを魔王の支配から救った。アバンはレオナからダイの事を聞き、その将来性を見込んで島を訪れたのである。アバンの弟子となったダイは、魔王を倒し平和を取り戻すべく、アバンの指導を受けて、短期間のうちに秘められた力を開花させていく。
修行の最中、15年ぶりに復活したハドラーがアバン抹殺のためデルムリン島に来襲する。アバンこそが、かつて魔王ハドラーを倒した勇者だったのである。現在のハドラーは「魔界の神」を称する大魔王バーンの力で蘇り、再び地上を制圧するために編成された魔王軍の総司令となっていた。バーンによって力を増したハドラーはアバンを圧倒する。アバンは弟子たちを護るために自己犠牲呪文・メガンテを使い、その命を散らすもハドラーは生き残り、ダイ達に牙をむく。しかし、ダイは額に浮き出た謎の紋章の力でパワーアップし、ハドラーを退ける。アバンの遺志を継いだダイは魔王軍を倒すべく、ポップとゴメちゃんと共にデルムリン島から旅立っていく。

### 魔王軍六大軍団との戦い
ロモス王国に上陸したダイ一行は、同じアバンの弟子である僧侶戦士マァムを仲間に加え、王国を占拠した魔王軍幹部の獣王クロコダインと戦い、これを打ち破る。続いて訪れたパプニカ王国では魔王軍幹部であると同時にアバンの一番弟子でもある魔剣戦士ヒュンケルと激闘を繰り広げるが、ダイとポップの姿に心を打たれたクロコダインが助太刀に入り、辛くも勝利する。アバンへの誤解から魔王軍に加わっていたヒュンケルもまた改心し、ダイ達の仲間となる。一行は氷炎将軍フレイザードを撃破してパプニカ王国を奪還し、フレイザードに人質にされていたレオナの救出にも成功した。ハドラーはダイ達「アバンの使徒」を倒そうと躍起になるが、魔王軍内での保身を優先するがあまり、敗北を続ける。
しかし、ダイは次第に自分自身の力が人間として、あまりに超絶したものであることによる他者からの視線に苦悩するようになる。そんなダイの前に魔王軍の幹部である竜騎将バランが現れ、ダイの正体が世界の秩序を乱す悪しき存在を滅ぼすために神々が作った伝説の存在「竜（ドラゴン）の騎士」であること、さらには自らの息子であることを告げた。人間に迫害されて家族を引き裂かれた過去を持つバランはダイに対し、魔王軍に加わり自分と共に人間を滅ぼすよう促すもダイは拒否。圧倒的なバランの力を前にしても、あくまで抵抗するダイに対しバランは息子の記憶を消去し、赤子同然となったダイを連れ去ろうとする。しかし、最後の手段としてメガンテを発動したポップの犠牲がダイの記憶を蘇らせる。親子の激闘の末にダイの奪還を断念したバランは、ポップを蘇生した後、何処かに姿を消す。

### 大魔王との対峙、交戦
軍団長4人を欠き、魔王軍の戦力は大きく低下したことから、レオナは世界各国の王に協力を呼びかけ、魔王軍への決戦の準備を進める。ダイ一行も魔界の名工ロン・ベルクによる「ダイの剣」の作成や、アバンの戦友であった大魔道師マトリフと拳聖ブロキーナへの師事といった出来事を経て、新たな力を蓄えていく。一方、失態を重ねて奮起したハドラーは妖魔司教ザボエラの手で自らを超魔生物にさせ、その覚悟を認めたバーンから直属のハドラー親衛騎団も得る。
ダイ一行は魔王軍の本拠地である鬼岩城の破壊に成功するものの、真の本拠地であるバーンパレスは魔宮の門によって硬く閉ざされ、立ち入ることが出来ずにいた。同じころ、バーン直属の暗殺者である死神キルバーンに襲撃されバーンの真の目的を知ったバランもバーンパレスを訪れ、ダイ一行と共闘することになる。ダイとバランは魔宮の門を破壊した後、ハドラーと対峙するが、バランはハドラーの体内に魔界の超強力爆弾「黒の核晶（くろのコア）」が埋め込まれていることに気づく。バランは黒の核晶が起動する前にハドラーから引き抜こうとするが、魔影参謀ミストバーンによって核晶は起動してしまい、バランはダイたちを守るために全ての力を使って、爆発を押さえこみながらも命を落とす。その後に現れたバーンとの直接対決において、ダイ一行は圧倒的な力の差の前に敗北するが、捨て駒にされたハドラーがバーンに反逆し、攻撃を仕掛けた隙に脱出する。

### 最終決戦
邪魔者を退けたバーンはバーンパレスを飛行させ、世界各地への爆撃を実行する。一方、カール王国女王のフローラの協力も得て辛うじて生き延びたダイ一行は、5人目のアバンの使徒になったレオナを中心に大破邪呪文・ミナカトールを発動し、バーンパレスの動きを封じ突入する。更にアバンの使徒との決着を願うハドラーと親衛騎団も乱入し、激闘を繰り広げる。ダイはハドラーを倒すが、その直後にキルバーンが仕掛けた罠がダイ達を襲う。そこに駆けつけたのは、かつてフローラから託された「カールのまもり」が身代わりとなって生還し、密かに修行を続けていたアバンであった。
父・バランから受け継いだ竜の紋章の力でダイはバーンを追い詰めるが、バーンはミストバーンに預けていた肉体を使って真の姿となる。バーンは事前の爆撃で世界各地に投下していた複数の黒の核晶を使い、「地上界を消滅させ、地下にある魔界に太陽の光を降り注がせる」という真の目的を成し遂げようとするが、奇跡を起こす神々のアイテム「神の涙」であったゴメちゃんの最期の力によって、世界中の人々が協力し、爆発は阻止される。なおも地上消滅をなさんとするバーンを倒す最後の手段として、ダイは竜の騎士の戦闘形態である竜魔人となり、バーンも自らの魔力の源・鬼眼を解放し、鬼眼王と化す。制御を失い崩壊しながら浮上を続けるバーンパレスごと宇宙空間で繰り広げられる両者の最後の激闘は、ダイの勝利で終わる。

### エピローグ
地上に帰還したダイが仲間たちに迎えられ、皆が勝利を喜びあう中、バーンパレスの戦いでアバンに倒されたはずのキルバーンが現れ、自らの正体を明かす。キルバーンの真の主は、魔界におけるバーンのライバルで、バーンに先んじて地上征服を目論んだものの若き日のバランとの激闘の末に封印された冥竜王ヴェルザーであり、キルバーンはバーンの監視と暗殺を本来の目的としていたのだった。キルバーンはバーンをも倒したダイ一行を全滅させるべく、隠していた黒の核晶を起動させて絶望する一同を嘲笑い、魔界に逃げ帰ろうとする。アバンとマァムがキルバーンを倒すも、核晶の爆発はもはや止められない。ダイとポップは核晶を空高く運んでいくが、土壇場でダイはポップを地上に戻し、一人爆発の閃光の中に消えた。
数週間の捜索を経てもなお、ダイの姿は見つからなかった。だが、ロン・ベルクは持ち主の命と繋がっているダイの剣の、魔法宝玉が輝き続けていることから、ダイがどこかで生きていることを確信する。ポップはいつかダイが戻ってくる日まで、世界の平和を自分たちで守り抜くことを誓い、再びダイを探す旅に出たのだった。

## 登場人物
以下は、主人公と主要キャラクターである。
- ダイ
本作の主人公。竜の騎士と人間との混血児である12歳の少年。出生時の名前は「ディーノ」。孤児として流れ着いた孤島デルムリン島でモンスターたちに囲まれ育ち、後にアバンの使徒となる勇者。
- ポップ
アバンの使徒の一人である15歳の少年。物語全編を通じてのダイの最大のパートナー。初登場から暫くは魔法使いとして未熟さも見られたが、ライバルとの数々の死闘を経て大魔道士へと成長する。
- アバン
かつて魔王ハドラーを倒した勇者。物語登場時では31歳。デルムリン島でダイやポップを守るため、ハドラーと戦う。スピンオフ作品『勇者アバンと獄炎の魔王』での主人公。
- 以下のキャラクター以外の魔王軍のキャラクター・モンスターについては、魔王軍を参照。
  - バーン
  - ハドラー
  - ミストバーン
  - キルバーン
  - ヒュンケル
  - バラン

## 作風

### タイトル
タイトルロゴは、連載開始当初は『DRAGON QUEST』の方が強調されていたが、旧テレビアニメ化に合わせて第76話『デパートへ行こう』（バラン編）から第343話（最終回）まで『ダイの大冒険』を強調した旧アニメと同じものに変更された。ただし、単行本・文庫版のロゴは初期の『DRAGON QUEST』の方を強調したもので、後期のロゴはジャンプでの連載時しか使用されていない。
2020年からの「新装彩録版」やアニメ第2作では、デザインは異なるもののゲームのロゴが小さくなり『ダイの大冒険』が大きくなっている。アニメ第2作ではロゴの背後に竜の紋章がある。ポータルサイトやスピンオフ作品『勇者アバンと獄炎の魔王』では、アニメ第2作と同じものが使われている。

### 設定
初期においては「宿屋に泊まって体力・魔法力を回復」「魔法使いは力が弱く、打撃・武器による格闘は不得手」「魔法と同様の効果を発揮する武具」「冒険の最中での転職」など、ゲーム本家を踏襲する設定や台詞が随所に表現されていた。中期から後期においては設定の踏襲よりも、作品独自のストーリー展開やキャラクターの技・呪文、台詞回しに重きを置くようになり、漫画ならではの表現方法を模索していくようになる。
アバンとハドラーの対決は『I』の竜王と勇者をイメージさせ、次々と国が滅んでゆく6大団長編は『II』のハードな雰囲気を、ニセ勇者やデルムリン島・怪物の設定は『III』、魔界のモンスターは『IV』、獣王遊撃隊は『V』の仲間システムなど、『ドラゴンクエストV』までのシリーズ5作品のイメージを取り込んでいる。連載末期には最新作『VI』のモンスターが登場し、ゲームにも必殺技の概念が特技として逆輸入された。

### ポップの存在
原作者の三条は、読み切りから『ダイの大冒険』の制作に入った段階で、読者の興味を惹くためには読者との窓口になるキャラクターが必要だと考える。ダイは読者が憧れるヒーローであり、立派な勇者である。みっともないことはできない、言動には制約や禁止事項が多く出てくると推察する。ならば、その反対にみっともないキャラクターを脇に置いて、ダイができないことをやらせようと弱虫で臆病なポップを誕生させた。三条は「彼と主人公ダイとのダブル主役でいきたいと考えていたんです」と語る。駄目なキャラクターであるポップが強くなれば、「もともと15の力の奴が20になるよりも、0だった奴が15になるほうが断然嬉しいでしょ」と言い、三条はダイのかっこよさとは違った感動が味わえることを表現しようとした。ポップがいるからこそダイが強く見え、ポップは弱いのによく頑張ったという展開が可能になったという。ポップの成長は立ち上げ時からの計画で、三条は「読者に最も見下されている彼が、オーバー・ザ・トップとして主戦力にまでなるっていう展開は当時のジャンプのセオリーから飛び出せると思いました」と述べている。
ところが連載初期において編集部から「こいつ（ポップ）いらないから、早く殺せよ」と進言されてしまう。三条は「いや、こいつ、これから結構がんばるんですよ」と編集部を必死に説得したという。主人公以上にサブキャラが奮闘する漫画を目指していること、ごく普通の人間でも頑張ったら戦える漫画をやろうとしていることを説明し、ポップをかばったというエピソードがある。
メンタリティーに関しては、ダイは少年らしく純粋でもろく、人間のポップは体はもろいがメンタリティーが強い。三条はポップのメンタリティーは「ダイよりもよっぽどタフ」だとしている。登場する誰もが「人間は弱い、価値がない」と嘆く時に「価値があるんだバカヤロー」と言い続ける役目がポップであり、生まれながらの勇者であるダイにはできない役だという。人間と竜の騎士のハーフであるダイは人間の代弁者ではない。人間の代弁者として大魔王に挑んでいくのがポップの役割である。

### 人間と魔物・悪と正義
劇中では、発表当時以前の『ドラゴンクエストシリーズ』に見られるような、人間と魔物の間での単純な勧善懲悪の対立関係が敷かれているわけではない。読切のエピソード2編（『デルパ! イルイル!』と『ダイ爆発!!!』）は、どちらも温厚で純朴な魔物達を人間が脅かす構図であり、黒幕は人間である。連載が始まって以降も、「人間が主敵である魔物を倒す」という方向性は維持されるものの、場合によっては人間の味方になり得る魔物の存在が随所で描かれていく。
ヒュンケル、バラン、ラーハルトなどのエピソードは人間側が悪者のように描かれている。また勇者ダイも、母親の死は人間の手によるものであり、物語の中盤ではその強大な力に向けられる一般の人々からの視線に苦しみ、竜（ドラゴン）の騎士と人間との混血という自らの出自に悩むこととなる。
最終ボスの大魔王バーンは、それ自体としては非常に冷酷な性格ではあるが、魔族なりの確固たる大義・正義（地上界を消し、魔界に太陽をもたらすことで、神々によって魔界に押込められた魔族を救わんと侵攻していた）を持つと共に、「強さ」を持つ者に対しては種族ゆえの差別はせず、例え人間であろうと敬意を持って接していた。ダイに自身の配下になるよう勧誘する場面においては、人間側の正義に潜む危うさを示唆した発言（「世界の危機にだけ現れ、世界を救い去っていく勇者は人間にとって都合がいいだけの存在であり、平時には疎まれる」）をしており、最終的に勧誘を断ったダイも、そうした人間側の危うさについては一定の理解を示している。
このような正義と悪を巡る構図も本作品の特色の一つである。また、人間は自分達の暮らす地上を守るため、魔族は地下深くに追いやられた屈辱を晴らし、地上を消し去って魔界に太陽の光を呼び込む（作中最強とされる大魔王バーンでも太陽レベルのエネルギーを生み出すことは出来ない）という壮大な目的のためなど、人間・魔族のどちらも確固たる理念の元に戦うという、現実社会における国レベルの戦争の縮図ともいえるテーマが取り入れられている。

### 連載の延長
読み切りのアンケートでの評判が良かったことから、1〜2年の予定で『ダイの大冒険』の連載が決定した。しかし三条は、最悪10週で打ち切りになることも念頭において、ダイとポップの旅立ちがちょうど10話目になるように構成する。人気が出たことによりその10話目が巻頭カラーとなり、国民的ゲームの漫画化でプレッシャーも大きかっただけに、1番胸を撫で下ろした瞬間だったという。
ジャンプコミックス・パーフェクトブックによれば、本来はバラン編の直後に大魔王バーンが現れて完結の予定だったが、人気が出たため物語構成が変更されたとしている。パーフェクトブックの編集者は「その通りに進んでいたら、ポップはそのまま死亡、バランもダイに倒され、即最終決戦という展開になっていたはず」と記述している。一方で三条は、キャラクターが物語を作ると発言している。バランが味方になることは登場前から考えていたと明かし、「キャラを考えるときは一緒にゴール地点を決め、そのオチを絶対に変えないと決めて進めば、途中で物語が延びたり寄り道してもブレないでちゃんと着地できる」と述べている。
連載続行により変更になった物語構成は、メインキャラクターを中心にした娯楽編への転換である。これは2年以上の連載を見込んだ軌道修正と、アニメ化により派生したファン層へのサービスだった。この結果、マァムの早期登場と鬼岩城編に世界会議・巨大魔城・新しい剣といった派手な要素が入った。

### 魔界編
物語は冒険開始時の目的である「魔王軍の壊滅および大魔王バーンの打倒」が最後まで貫かれ、達成されることで完結している。しかし、魔界の奥地に幽閉されている冥竜王ヴェルザーの存在、破邪の洞窟の最深部、聖母竜マザードラゴンの語る「邪悪なる存在」、姿を消したダイの行方など、最後まで詳細が明らかにされなかった要素がある。これは、大魔王を倒した後に通称「魔界編」として物語が続く予定だった名残りであることが、『JUMP REMIX』版での三条に対するインタビューで明らかになった。
読者や編集部から連載続行の要望があったことから三条は、念のためヴェルザーを伏線として用意し、構想だけは練っておいたという。だが連載後半の作画の稲田の体力は限界で、三条も大魔王を倒したところで終わらせることが物語として最良だと判断していた。その事情を当時の編集長の鳥嶋和彦に伝えると、「納得いくペースで締めていい」と言ってもらえたことから最後は余裕をもって書かせてもらえたという。今後もし続編を書くとしても、「今の世相に合わせて当時の物語構成を変えることだけはしない」と述べている。

## 世界観
本作の舞台となる世界は、ゲーム本編とは無関係であるが、用語や呪文、モンスターやアイテムなどは、共通している部分も多く存在する。

### 用語
魔法力
呪文を使うための力の源。魔法力の絶対量によって呪文の威力は異なり、魔法力が低いと契約を済ましていても呪文が使えないこともある。
『ダイの大冒険』の世界では、魔法力は呪文だけでなく、武器に吸わせたり込めたりして攻撃力に変換したり、魔法動力球で増幅変換して鬼岩城の動力としても使われる。
闘気
攻撃的生命エネルギーで、剣や呪文と並ぶ攻撃戦法。直接身体から放つものと、武器に集束させて放つものがある。前者はクロコダインの獣王会心撃やヒムの闘気拳（オーラナックル）、後者はノヴァのノーザングランブレードやヒュンケルのグランドクルスなど。
ダイたち正義の戦士が使う闘気は「光の闘気」、邪悪な生命体が発する闘気は「暗黒闘気」と呼ばれ、性質も異なる。暗黒闘気は攻撃だけでなく特殊な肉体（劇中ではバーンがハドラーに与えた身体）の復活や鎧兵士（暗黒闘気生命体）の生成にも用いられ、様々な魔的影響力を持つ。その代表例として、「暗黒闘気で受けた傷は、ベホマなどの呪文の回復効果を一定時間受けつけなくしてしまう」というものがある。光の闘気には、暗黒闘気への対抗力が強い特徴がある。
この2種以外にも、炎の暗黒闘気と呼ばれる「魔炎気（まえんき）」や、竜の騎士が発する攻撃力と防御力を兼ね備えた「竜闘気（ドラゴニックオーラ）」といったものがある。
後年になって原作者の三条は「光の闘気」「暗黒闘気」「竜闘気」以外に普通の「闘気」というものがあり、クロコダインの闘気技はこれに属すると述べている。光の闘気は人間や精霊等の精神性が、暗黒闘気は魔族や魔物等の精神性が、それぞれ上乗せされる特別なものであり（人間であるヒュンケルが暗黒闘気を使えたり、ヒムが光の闘気を新たに身に付けたように、これらは必ずしも種族に限定されない）、魔炎気は暗黒闘気の発展形だが自身の肉体を著しく酷使するものと解説している。精神性を上乗せしないノーマルかつシンプルな「闘気」を使って戦う人間、魔族、魔物もいて、クロコダインなどはこれに当たると説明している。
人間
地上各地に国や都市、村などを作り生活している種族。修練を積んだ一部の者を除いては魔力や戦闘力において魔族、竜、怪物に劣る者が大半である。はるか昔、人間は魔族や智慧ある竜との間で世界の覇権をめぐって争いを繰り広げ、これに憂いを抱いた神々は「竜の騎士」を創造し、三種族のいずれでも世界の均衡を乱すならば、それを制裁する役割をもたせることで争いを抑止した。一方で神々は脆弱な人間に恩寵も与え、結果、人間は地上界とそこに注ぐ太陽の恵みを享受することになる。魔族や怪物には自分達よりも脆弱な人間を軽蔑する者も多いが、一方で人間の精神・心に大きな価値や力を見出す者もいる。神々が究極の戦士として生み出した「竜の騎士」も、魔族の魔力・竜の力と共に人の心を持たされている。
魔族
魔界を故郷とする戦闘種族。容姿は人間に似ているが、強力な魔力や特殊能力を持ち、人間よりもはるかに長寿である。長寿であるがゆえに人生の密度は薄く、ただ長い歳月をだらだら生きるだけという者も珍しくないという。人間との混血は可能で、ラーハルトは魔族の父と人間の母を持つ混血児である。
人間の女性を妻にしたラーハルトの父やポップの父と親友になったロン・ベルクのように、人間と友好関係を結ぶ人物も存在しているが、物語開始の21年前に始まったハドラーと人間との戦争の影響から、人間社会では魔族のみならず魔族と親しくなった人間をも迫害するようになった。
魔王軍には存在は確認されなかった女性の魔族に関しては、回想シーンでのバーンの第7宮廷で給仕として登場している。
竜
魔族と同じく魔界を故郷とし、強力な戦闘力をもつ巨大な爬虫類のような姿をした種族。はるか昔においては高度な知性を持つ個体が多い種族だったが、物語の時代では単に精強なモンスターの一群としてしか見做されない事も多く、知性を持つ個体は既にほとんどいなくなって久しいようである。魔界有数の実力者だった冥竜王ヴェルザーは「最後の智慧ある竜」であり、本編の数百年前に魔界の竜族の両巨頭であった冥竜ヴェルザーと雷竜ボリクスが真竜の闘いと呼ばれる一騎討ちを行って、勝利したヴェルザーが竜族の頂点となって「冥竜王」の称号を得た。
竜の騎士（ドラゴンのきし）
はるか昔、争いの絶えない世界を憂いた人間の神・竜の神・魔族の神という三柱の神々が生み出した、人の心・竜の力・魔族の魔力を併せ持った究極の戦士。野心を抱き世界のバランスを乱す種族が現れた時に、その者を討ち滅ぼし争いを無くすことを使命とする。額に竜（ドラゴン）の紋章が浮かぶと竜の騎士特有の闘気・竜闘気が全身を覆い、超人的な攻撃力と防御力を発揮できる。また魔力と戦闘力を極限まで増幅した「竜魔人」と呼ばれる最強戦闘形態（マックスバトルフォーム）への変身も可能。この姿になると竜の騎士の最強攻撃呪文・ドルオーラ（竜闘気砲呪文）の使用が可能になり、敵を殲滅するまで人間の姿に戻れない魔獣のごとき存在となる。また、その体に流れる「竜の血」は死者に飲ませれば強靭な精神力のある者を死の淵から蘇らせる事（ダイは人間の血のほうが濃いため不可能）が出来る。ただし、これらの強さは完成させるまでは時間がかかるらしく、少年期は普通の人間とさほど変わらないらしく成人するまでは力を完全に使いこなせない事がバランの口から語られており、ダイは異例の存在だったといえる。
聖母竜マザードラゴンによって生み出され、死亡すると魂はマザードラゴンによって神の世界へと還される。死亡した竜の騎士の竜の紋章はマザードラゴンの中に戻り、次なる竜の騎士に受け継がれる。寿命は人間より少し長いが、ほとんどの竜の騎士は生涯戦い続ける宿命により短命に終わっている。世界の均衡を保つバランサー的存在故、基本的に同じ時代に複数の竜の騎士が存在することはない。
数千年にわたって代々受け継がれてきた竜の紋章には、歴代の騎士の闘いの記憶が蓄積されている。大魔王バーンはこれを「闘いの遺伝子」と評した。バランとソアラの間に生まれたダイの竜の紋章には闘いの遺伝子が含まれていなかったが、バランから継承した竜の紋章の闘いの遺伝子はダイの中で覚醒した。
テラン王国やバーンやハドラーなど一部を除いては竜の騎士の存在を知っている者はあまり多くなく、クロコダインやザボエラは紋章を見てもわからなかった。ヒュンケルやポップやブラスも同じく紋章を初めて見た時は竜の騎士だとはわからなかった。
竜魔人（りゅうまじん）
竜の騎士が魔力と戦闘力を、極限まで増幅した最強戦闘形態（マックスバトルフォーム）。「竜の牙」で手を傷つけた上でこれに落雷を落とすことで、竜魔人に変身する。ベースは人型であるが、皮膚は鱗に覆われ、背中には翼が生え、身体の各所に鰭状や角状の突起も生えるなど竜としての特徴が強く表れる。血の色も赤から青となる。攻撃衝動の塊と化すため「針の先が皮膚に当たっただけでも」相手を容赦なく反撃してしまう。この性質上、戦場にて相対した者すべてを殺さなければ元には戻れない。もしくは、戦闘不能なほどのダメージを受けることで解除される。
劇中で最初に使用したのはバランであり、ダイに関しては「人間の血の方が濃いからこの姿にはなれないだろう」と述べている。
双竜紋（そうりゅうもん）
ダイの両手に宿った竜の紋章を見たバーンが名付けたもの。右手の甲にはダイの竜の紋章、左手の甲には歴代竜の騎士達が継承し続けた竜の紋章が浮かんでいる。これによりダイは、【戦いの遺伝子】を身につけ大幅に戦闘力を向上させている。まさに未知の現象であり、これが発動した時の戦闘力は竜魔人級かそれ以上とバーンは推測している。
竜魔人化
ダイ曰く「左手の紋章は完全に開放していない」とのこと。これは強大な力ゆえに無意識にリミッターが掛かっていたものであり、意識的に全開にしたことで発動した形態。姿こそ人のままではあったが、紋章は本来の位置である額に戻り、紋章自体もバランの竜魔人状態と同様に変化している。バーン自身が鬼眼の封印を解かなければならなかったように、素の戦闘力で真・大魔王となったバーンを圧倒する力と、それまでのダイには持ちえなかった闘争本能も解放されている。

怪物（モンスター）
地上や魔界に幅広く生息し、魔物とも称される生物達。獣人族のように人型のものから、実体のある自身の肉体を持たないエネルギー生命体まで、その種族や生態は千差万別。魔王の邪悪な意思で凶暴化し、それに従う性質があるが、強い意志で自我を保つものなどもおり、全ての個体に当てはまるわけでもない。地上界では南海の孤島デルムリン島に旧魔王軍の怪物達はじめ多くの個体が移り住んでいるが、それ以外の地域にも多数の怪物が生息している。魔界の怪物は地上界の怪物より強力とされており、ゲームでの『I』～『Ⅲ』までの怪物が地上の怪物、『IV』～『VI』までの怪物が魔界に住む怪物として登場している。
超魔生物（ちょうませいぶつ）
妖魔士団のパワーと生命力の乏しさを補うため、竜魔人バランを理想体にザボエラ・ザムザの親子が研究・開発した魔族の強化改造体。魔族をベースにあらゆるモンスターの長所を移植手術することで誕生した、一種の合成超獣である。闘気をあやつる力と大猿系モンスターの柔軟な皮膚組織で物理ダメージを軽減し、受けた外傷が素早く治癒する機能も持っているが、その高い再生機能が逆に仇となるマホイミ（過剰回復呪文）によるダメージは回復できないため、閃華裂光拳が天敵となる。
ザムザ自身を改造した試作体は通常は魔族の姿で、戦闘時のみ超魔生物になる変身機能をつけていたが、変身後に呪文が使えない欠点があった。ハドラーを改造した改良版では、身体そのものを超魔生物と化すことで、魔族の姿に戻れないという代償を払ったことで呪文の使用が可能になった。
超魔生物が死を迎える際は、肉体が黒き灰となって跡形もなく崩壊してしまい、死体を残すことなく消滅してしまう。何故このようなことになるのかはザムザ自身も解明できておらず、「神から授かった肉体に手を加えた天罰かもしれない」と推測するに留まっている。ザボエラによると、圧倒的な力をもつが生命力の消費がバカにならず「他人を改造するならともかく、自分がなりたくはない」と語っている。

### 職業
ダイ側の戦闘参加メンバーの職業や転職の設定は、基本的に『III』の世界観に準拠している。ただ、ダーマの神殿のような転職を行うための場所はなく、基本的には本人の特性に応じて勝手に名乗っているようである。ここには記載しないが、劇中にはごく短期間だけ登場した職業の者や、後発のナンバリング作品に見られた職業の者もいる。
勇者
「勇気あるもの」。職業以前にその強い意志を持つ者を指している事もある。ダイやアバン、ノヴァやでろりんが該当。剣術や呪文に精通している万能職である一方、各分野においては専門職には劣る。また、国によっては国王から認定を受けられるようである。アバンの勇者育成業も国々に広く認知されているようであり、アバンのしるしは世界的な身分の証明にもなる。
戦士
重量な武器や防具を装備できるが、呪文は使えない。情に流されずに目の前の敵を倒すことが本来の役割であるが、武人としての正々堂々とした印象も持たれる。クロコダイン、ヒュンケル、ラーハルト（全く呪文が使えないわけではないらしい）、へろへろ、ロカなどが該当。特殊な武器を使用している者が多かった。
僧侶
回復や補助呪文の使い手。教会で神父やシスターとして勤める者もいる。レイラやアリアム、ずるぼんなどが該当。神の祝福を受けると、メガンテを使っても肉体が崩壊しない可能性もある（ずるぼんが、僧侶としての洗礼を受けているかは不明）。一方で戒律もあり、『勇者アバンと獄炎の魔王』では刃物の使用が禁じられている（ゲームでは、そのような戒律は描かれておらず、『聖なるナイフ』等を装備可能）。
僧侶戦士
初登場時〜フレイザード編までのマァムが、両親の職業と自身の特性から自称したもの。当時の彼女が僧侶としての洗礼を受けていたかは不明で、戦士としては武術は基礎しか学んでおらず、アバン流の技も習得していない。所持するハンマースピアは、その戦士性を象徴した武器とされたが、『勇者アバン-』での僧侶レイラも普通に扱っていた。
魔法使い
攻撃呪文や補助呪文の使い手。特にマトリフによって、サポート役としての重要性が説かれている。肉体的には一般人と同等程度の強さしかない。ポップ、マトリフ、フォブスター、まぞっほが該当。
大魔道士
魔法使いの上級職としての呼び名。作中では、魔法使い系呪文とともに僧侶系呪文も扱うことができ賢者の素質を秘めているとされたマトリフと、彼に師事し最終決戦直前に魂の力を目覚めさせたポップの2人が自称した。
武闘家
格闘の使い手。マァム（中期以降）、ブロキーナ、チウが該当。呪文は使えないが、ブロキーナは習得している（転職後のマァムの魔法力は僧侶戦士時代の半分から増えず、新しい呪文も習得しない）。作中では、ブロキーナが興した武神流が存在している。
賢者
僧侶と魔法使いの呪文を幅広く使え、勇者・戦士ほどではないものの、ある程度の武器・防具を扱える（ただし、作中の賢者はほとんど軽装で、武器を持った描写もほぼない）。レオナ（賢者の卵といわれている）、アポロ、マリン、エイミ、バロンなどが該当。
盗賊
スピンオフ作品『勇者アバンと獄炎の魔王』でのレイラが該当する。ただし物盗りは行わず、刃物を使って魔物を退治する際の技能面のみを表したものである。

### アイテム

#### 道具
薬草
傷や体力を回復する薬となる植物。作中ではポップとヒムが咀嚼して食べるように服用した。味は苦いらしい。ゲーム同様、摂取した瞬間に体力を回復する力がある。ただ、金属生命体であるヒムには効果が無かったらしく、吐き出している。
また、ポップが使うシーンではギャグのオチのような扱いで使われる事が多く、他のメンバーが回復呪文による治療を施されたり手厚い看護を受けたりしている中、ポップだけは薬草で済まされる（しかも手渡しではなく投げられたものが顔面にヒットするなど）といったシーンが複数ある。
チウはこれを常に最低5つは持ち歩いているが、弱いモンスター（ぐんたいアリ）に襲われた際に全て使ってしまい、ザムザとの戦いで必要となった時に用意することが出来ず、ポップに「（弱いモンスター相手に）薬草5つも使うな」と突っ込まれていた。
キメラの翼
一度行った場所に一瞬で移動することが出来る道具。効果は1つにつき一度きりで、使用すると効果と引き換えに燃えるように消失する。ハドラーがデルムリン島でダイに敗れた際に、本拠地・鬼岩城へ戻るために使用した。スピンオフ『勇者アバンと獄炎の魔王』でも、ジニュアール家に残されていた最後の一つをウロド平原の戦いの前にアバンがブロキーナに託しており、ウロド平原の戦いの後でウロド平原に駆け付けたロカとレイラをロモスに帰す為に使用された。ゲームの『ドラゴンクエストシリーズ』にも登場。
水晶玉
今作では離れた場所の映像を見る道具として登場。占い師であるナバラやメルルの他、ザボエラやまぞっほまでも使用しており、素質があるならそれほど高位の術師でなくとも使える模様。
聖水
弱い怪物を寄せ付けない、魔よけの効果がある水。作中では、ネルソンの船の船首から常に流し続けていた。ゲームの『ドラゴンクエストシリーズ』にも登場。
魔法の聖水
魔法力を回復する水。マリンがレオナから預かっており、ポップはマリンから譲り受け、消耗した魔法力を回復した。ゲームの『ドラゴンクエストシリーズ』にも登場。
魔法の筒
サイズに関係なく、中に物を入れることのできる小さな筒。先端を対象に向け「イルイル」の掛け声で対象を筒の中に封じ込め、「デルパ」の掛け声で中身を解放する。モンスターを封じ込めて持ち歩き、いざという時に解放して戦力とするのに使うことが可能。他にも、バーンパレスに現れたアバンがピクニックセットなどの小道具をこの筒に入れて持ち込んでいた。
モンスターを封じ込める場合、基本的に許容量は1本につき1体だが、ブラスがかつて魔王ハドラーから委ねられた「金の筒」は、1本に複数のモンスターを封じられる特別製だった。また、普通の物と効果は同じだが黒い色の筒もある。
魔法の玉
魔法の筒の改良型である巨大な玉。魔法の筒より遥かに上の許容量を誇り、数十匹のモンスターを詰め込める。最終決戦時にザボエラが中に魔界のモンスターを大量に封じ込めたものを複数隠しておき、フローラ達を罠に嵌めるのに使用した。魔法の筒と違って使用すると破裂してしまうため、1回限りの使い捨てであるのが欠点。
なお、『ドラゴンクエストIII』に同名のアイテムが登場するが、こちらは爆弾である。
アバンのしるし
アバンが修行を終えた弟子に卒業証書代わりに贈っているペンダント。アバンが精製した「輝聖石」と呼ばれる貴重な石に、チェーンや紐を付けたもの。
「輝聖石」の力により少しだけ戦闘時のダメージなどを軽減し、所有者の精神を高めると心の性質に応じた色の光を発する（レオナの「正義」の心に反応して、白く光るなど）。輝聖石は、製法がアバンの家系にしか伝わっておらず、彼以外に作ることができない。
スピンオフ漫画『勇者アバンと獄炎の魔王』では、アバンが所持していたペンダントの輝聖石にマトリフが重圧呪文ベタンを込めて、アバンがそのペンダントを身に着けることで自身の肉体に負荷をかけてスピードを強化する鍛練の一環にしており、この鍛練がアバンが海波斬を習得することに繋がった。
魂の貝殻
死に行く者の魂のメッセージを込められる巻貝の殻。ヒュンケルの育ての親であるバルトスは、その死に際、地底魔城の隠し部屋に用意したこの貝にヒュンケルへの遺言（アバンとの約束や死の真相など）を込めた。それは15年後のダイとヒュンケルの戦いの最中、マァムによって見つけられ、ヒュンケルに伝えられることになる。
神の涙
所有者の願いを叶えるという、伝説の生きたアイテム。邪な願いを叶えることを防ぐため、自らの心と意思を持つ。その能力で、天地魔界の三界のバランスをかつて幾度となく崩したという。力なき存在を憐れんだ神々が地上界に落としたもので、地上で最も穢れ無き場所に現れるとされる。何度でも復活するが、願いを叶え終わった後は願いを叶え続けていた時間と同じだけの時間をかけなければ、再び地上に現れることは無く、それ以前の記憶も全て失われる。デルムリン島で、これを発見したダイの「トモダチになってほしい」という願いを受けてゴールデンメタルスライムのゴメちゃんの形になり、ダイのそばにいた。
ゴールドフェザー
アバンが破邪の洞窟で作成した、2種の羽状アイテムの一つ。羽先はアバンが精製した「輝石」と呼ばれる特殊な石が付いており、呪文の威力を増幅させる力を持つ。敵に刺すことで動きを一時的に封じたり、遠距離からの牽制攻撃に使用する他、アバンが破邪の秘法を行う際に五芒星を作る時に使用する。
シルバーフェザー
アバンが破邪の洞窟で作成した、もう1種の羽状アイテム。羽先はアバンが精製した「聖石」と呼ばれる特殊な石が付いており、魔法力を蓄積させておくことができる。魔法力を溜めて対象者に刺すことで、魔法力を回復させることが出来る。アバンは、これ一つあたりに並の魔法使い2〜3人が完全回復できるほどの魔法力を溜めておいた。
ガルダンディーの白い羽は、逆の効果を持っている。
アバンの書
アバンが自ら編み出したアバン流の武術や呪法の知識、後世への教えなどを記した、この世に1冊しかない貴重な手書きの本。焼き滅ぼされたカール王国の図書館にあったが、宝箱に入っていたため無傷で済み、それをマトリフが探し出し、テランにいたダイ達に渡した。武術の「地の章」、呪文などの知識「海の章」、心の「空の章」の三章構成。
カールのまもり
アバンが魔王ハドラーと戦っていた頃、当時王女だったフローラより賜ったカール王国の宝。ペンダントの形状をしている。一種の身代わりアイテムで、作中ではアバン自身がメガンテを使った時に、アバンの命の代わりに砕けた。
ゲームでの類似のアイテムとしては、「命の石」や「復活の玉」がある。
獣王の笛
吹くと怪物が現れ戦闘になり、勝てば仲間にすることが出来る笛。クロコダインは百獣魔団長になるまで使用していたが、チウがクロコダインの特訓を手伝った礼として貰った。現れるモンスターの数はランダムであり、複数体を同時に相手にする状況になる場合もあるが、そのうち1体でも勝てれば、その個体は仲間にすることができる。チウはこれで、獣王遊撃隊員の大部分を集めた。
魔法の筆
オリハルコンを含む様々な物質に、文字等を書き込むことが出来る筆。書いたものは即座に定着し、滅多なことでは消えない。チウが携帯していたアイテムの一つ。チウはこれを使い、獣王遊撃隊員として勝手に認定したヒムの左胸（偶然にも核のある位置）に隊員番号「12」の数字を書き込んでいる（持ち合わせがなかった隊員の証であるエンブレムバッジの代わり）。当初、猛抗議したヒムは数字を消そうとしたが、その腕力をもってしても拭い消すことはできなかった。
バーンの鍵
鬼岩城を動かすのに必要な鍵で、通常はバーンが所持している。ギルドメイン山脈から死の大地に鬼岩城を移動させるため、キルバーンがバーンより預かっていた。パプニカのサミット襲撃の際はミストバーンが預かっていた。
黒の核晶（くろのコア）
禁呪法を平気で扱うハドラーをして「忌まわしい伝説の超爆弾」と言わしめる、魔界の兵器。
魔界の奥地で採取される、魔法力を無尽蔵に吸収する物質（鉱物）の「黒魔晶（こくましょう）」を呪術で加工して作られる。手のひらサイズの小型爆弾1発で、大陸一つが軽く消し飛ぶ程の威力を持つ。作中には小型タイプ2個（ハドラーとキルバーンに仕込まれたもの）、大型タイプ6個（ピラァ・オブ・バーンに搭載）、大きさ不明1個（ヴェルザーが魔界で炸裂させたもの）の計9個登場。
かつてヴェルザーもバランと対峙したときに1度だけ使用したが、その1発で自分の勢力圏である大陸をも失ったため、以後使用することはなかった。
バーンは直径1メートルクラスの物を用意し、さらにそれを6発使って六星魔法陣を併用し威力を増幅させることにより地上そのものの消滅を狙った。
起爆方法は基本的には製作者の魔法力による指示だけだが、ロン・ベルクが「機械仕掛け爆弾」と言っており、炸裂は通常の爆弾と同様で、火力を使った呪文などで誘爆させることが可能であり、逆に氷系の呪文で凍らせれば爆発を阻止することが出来る他、極寒地では凍結防止対策が必要。凍結手段も絶対ではなく、ハドラーに埋め込まれた物は彼の魔法力を大量に吸い込んでいて誘爆寸前状態にあったが、バランが弱点を知らなかったので竜闘気で抑え込んで爆発を最小限にした他、キルバーンの物は魔界のマグマ成分により凍結対策済であった。
夢見の実
就寝前に食べると熟睡できる上に、いい夢が見られるという木の実。最終決戦前夜に、メルルからダイがこれを貰って食べて眠った時は、両親が夢に現れた。
ミエールの眼鏡
隠された物を見抜く眼鏡。アバンが破邪の洞窟で入手し、キルバーンの仕掛けた「殺しの罠（キル・トラップ）」を事前に破壊するために活用した。珍妙なデザインで、アバンはジョークの種にした。
オリハルコン
銀色に輝く、伝説の超金属。地上のあらゆる金属より硬く、神秘的な力を内封しているとされる。神々が創った金属とされており、現在では地上にはほとんど存在せず、神々が人間に与えた伝説の武具の形で僅かに残るのみである。
金属としては最強の硬度を持ち、（絶大な魔力を持つバーンの呪文やメドローアを除いた）あらゆる呪文を弾き返し、高熱や冷気にも極めて高い耐性を持ち、さらに自己修復能力も備えているため、この金属を用いて作られた武具は優れた武具となるが、その性質上加工が困難であるため、オリハルコン製武具を製作できる者は限られている。
但し魔界のマグマといった強酸からの腐食耐性は完全ではなく、自己修復機能を持っていても修復に時間がかかり、刀剣の場合は切味が半減してしまう欠点がある。
劇中に登場したオリハルコン製の武器はダイの剣、真魔剛竜剣、覇者の剣の3種類である。また、防具としては覇者の冠が登場している。シグマの疾風の槍もオリハルコン製である可能性があるが、詳細は不明。
魔剣の金属
鎧の魔剣などに用いられている金属。固有名は無く、「あの魔剣の金属〜」「ヒュンケルの鎧と同じ金属で〜」といった風に、既に武具として加工された状態で呼ばれている。
オリハルコンを除けば地上最強の金属であるとされ、高い硬度を持ち、呪文や高熱・冷気をほとんど受け付けず、自己修復能力も持つが、金属であり電撃が伝導してしまうために電撃呪文のデイン系に対しては無力である。また、あくまで金属そのものが呪文に対して強いだけであって、呪文を遮断する魔力場などを発生させるわけではないため、鎧で覆われていない部分に呪文が直撃すると鎧を身につけていても防ぐことは出来ない。全身鎧である鎧の魔剣に比べて、急所をカバーするのみの軽装タイプである鎧の魔槍は機動力に勝る反面（呪文に対しても含めて）防御力に劣るとされている他、全身鎧の魔剣もハドラーの地獄の爪（ヘルズ・クロー）で貫かれた穴から呪文を打ち込まれる描写もある。
毒消し草・毒草
チウが持っていたアイテムの植物。負傷したダイに薬草を与えようとして、間違って取り出したもの。作中で使用された描写はない。ネイル村のミーナは、スライムの毒に侵された母のために魔の森で毒消し草を探すも、迷ってしまっていた所でダイ達に出会っている。毒消し草はゲームの『ドラゴンクエストシリーズ』に登場しているほか、毒草も本作での登場後に発売された『トルネコの大冒険シリーズ』にて登場している。
涙のどんぐり
チウが持っていたアイテムの木の実。食べれば体力が回復するが、効果はごくわずか（雀の涙ほど）。ダイが使用した際には、体が光っていた。
毒蛾の粉
振りかけた相手を混乱させ、同士討ちをさせるアイテム。「外伝・勇者アバン」でアバンが開発・使用した。ゲームの『ドラゴンクエストシリーズ』にも登場している。
爆弾
バダックが氷炎結界呪法の結界を張っている二つの塔を破壊するために、即席で作成したもの。マトリフから「デザインがダサい」と評されてダメ出しを食らっているが、威力そのものは折り紙つき。導火線に点火してから5秒で爆発する。
塔が2つあるため2つ製作されたが、どちらも塔を破壊していない。片方は呪文による妨害が入ったため完全な不発（爆発させる場所の失敗）だったが、もう片方は魔物への攻撃に使われ、ハドラーを含めた上位魔物の群れを爆炎で丸焼き、半壊させてしまうほどの威力を見せた。
JUMP COMICS PERFECT BOOK 1ではマトリフの評価から、そのまま「ダサい爆弾」の名称で紹介された。
不死鳥のかがり火
炎の不死鳥の羽根から落ちた火の粉で、滅多なことでは消えない上に邪悪な力に強く反応する性質を持っている（強大な悪の魔力を感じ取ると、炎の色が変化する）。スピンオフ『勇者アバンと獄炎の魔王』で登場し、ディードックが死の大地で発見した。アバン一行がサババを訪れた際に、マトリフがディードックの店で入手した。ハドラーとアバンが凍れる時間の秘法で共に封印された後、マトリフは不死鳥のかがり火を持って世界中を巡って、魔王ハドラーの居城がホルキア大陸にあることを突き止めた。

#### 武器・防具
パプニカのナイフ
パプニカに伝わる、三振りの短剣。堅い殻を持つ魔のサソリも斬ることができるかなりの業物。
三振りの内、赤の宝玉の付いた「太陽」のナイフをレオナがダイに友情の印として贈ったが、バランとの戦いの中で「竜の騎士」の力に目覚めたダイの闘気に耐え切れず、消滅してしまう。その後、もう一振りの「風」のナイフ（緑の宝玉が付く）を贈られ、サブウエポンとして装備するが、最終決戦ではレオナに返却され、彼女が使用した。なお3本目の「海」のナイフ（青の宝玉が付く）は、今は亡きレオナの父・国王が持っていたため所在不明。
良質とはいえ所詮はナイフであり、攻撃力の低さ（攻撃力20）は否めず、最序盤の魔のサソリ戦・キラーマシーン戦以降では、この武器で敵を倒すことはほとんどなかった（ガーゴイル戦とハドラー戦ではアバンの剣を、クロコダイン戦では兵士の剣を、ヒュンケル・フレイザード戦は鋼の剣、バラン戦では鎧の魔剣を使用している）。なお、映画版では第1作目ではハドラー、第2作目ではベルドーサ、第3作目では、ワイバーン、ダブルドーラ、メネロを倒している。
マジカルブースター
ポップがアバンから贈られた小振りの魔法の杖。短めな杖の先端にある魔法玉は使用者の魔法力を増幅させる効果がある。ポップはこれを利用し、わざとクロコダインに杖での打撃攻撃を行って魔法玉を壊し、その欠片で魔方陣を作ることで本来使用できないマホカトール（破邪呪文）を発動、洗脳されたブラスを救う事に成功した。
壊れたマジカルブースターはロモス王国に預けており、戦いが終わったら引き取りに行くつもりだとポップが単行本おまけページで語っている。アニメ第2作では、かなり大きくなった。
ハンマースピア
マァムが使用する、金属製の長柄な棍棒状の武器。先端は片方が矢尻状の槍の穂先に、もう片方が先端と左右にスパイクが付いた戦鎚になっている。僧侶の武器としてはかなり重量級だが、父親のロカの腕力を受け継いでいるマァムは軽々と振り回す。マァムが武闘家に転職したため、装備から外れた。
前日譚である『勇者アバンと極炎の魔王』で、元々は母親のレイラが使っていた武器であることが明かされた。なお、僧侶は戒律で刃物の使用を禁じられているため、槍の方も刃になっていない。
魔弾銃（まだんガン）
マァムに贈られたアバン作の銃。輝聖石（アバンのしるし参照）の材料の一つで、魔法力を溜め込む「聖石」製の弾頭をもつ弾丸に魔法を充填して発射する。攻撃魔法だけでなく回復・補助系魔法なども充填し、離れた相手に効果を打ち込むことができ、その活用範囲は広い。弾丸は繰り返し使用できる。また、側部に穴を空ければ中身を漏洩させることができる（メラ系呪文を放とうとしたフレイザードの指にギラの入った弾丸を突き刺し、誘爆させた）。
フレイザード戦の際、氷漬けにされたレオナを救うために2発分の閃熱呪文（あらかじめギラが入っていたところに、ベギラマを追加した）を込めた弾丸を撃った結果、壊れてしまい、バダックは直せなかったため以降は使われていない。この銃の破損が、マァムが武闘家を志すきっかけとなる。
なお、この物語における大砲は、従来の剣や魔法に代わる新兵器として期待されている武器として登場する一方、魔弾銃以外の銃は登場していない。これについてJUMP COMICS PERFECT BOOK 1では「技術レベルが低く、小型化が出来ない」と説明している。
真空の斧
クロコダインが愛用している、真空系呪文の力を持った斧。真空の効果を上手く使えばメラゾーマも防げる。
一度バラン戦で破壊されたが、命ともいえる魔宝玉が無事だったため、バダックによりパプニカの金属を用いて修復されて名前が「帰ってきた真空の斧MARK-II」（攻撃力50）となる（ただし、誰もそう呼ばなかった）。その後、バーン戦で再び破壊され、魔宝玉も破壊されたために失われた。
獣王の鎧
巨大な怪物用の鎧で、その中でも最強級のもの。あまりにも重量があるため、人間には装備できない防具。クロコダインが、劇中で一貫して装着し続けた。
旅人の服
ロモス国王からポップとマァムに贈られた、厳しい旅に耐えうる丈夫な服。服の上にロゴの入った前掛けのようなものを着用し、前掛けごとベルトで締めている。ベンガーナで購入したものを、一時レオナが装備した事もある。
特にポップの基本装備となり、修復し続けながら最後まで使用した（マァムは武闘家に転職後は武闘着を使うようになった。なお、武闘着の胸のロゴは旅人の服と同じ）。ポップはその後、マトリフに貰った「魔道士のマント」やレオナから貰った「パプニカの法衣」を装備することもあったが、これらは旅人の服の上に羽織っている。
鋼の剣
ロモス国王からダイに授けられた、片手剣。市場にある程度の数が出回っている武器でもあり、ベンガーナで新しく購入もできた。
対不死騎団戦からバルジ島の戦いまで相次ぐ戦いの中で使用され続けたが、そのために傷みが激しくなっており、超竜軍団の襲来時にヒドラとの戦いで粉砕されてしまう。新たに購入した鋼の剣をダイは使う事になったが、並の武器ではもはやダイの力に耐えられなくなっていったこともあり、対バラン戦の序盤が最後の使用となった。
魔法のステッキ
マジカルブースターを失ったポップがロモス国王から貰った、中型サイズの魔法の杖。硬い金属で出来ており、打撃攻撃も可能。
主に対不死騎団戦で使用され、ダイのライデイン習得の修行の際には、補助兼標的用具として使用している。この時の酷使が響いたか、その後のバルジ島の戦いでは使用しておらず、この前後に装備から外した模様である。
鋼のプロテクター
小型の「鉄の盾」と共に、ダイがロモス国王から貰った防具。主に胸部を防護する、簡易な鎧。当初はマントも付いていたがヒュンケルとの初戦で鉄の盾と共に破損し、プロテクターのみが修復されながらも、バルジ島の戦いで破損するまで使い続けられた。
どたまかなづち
フレイザード戦の後、パプニカの武器屋で紹介された武器。兜に巨大な撞木型の槌が取り付けられたもの。武器屋いわく「とっておき」で、攻撃力はかなりあるらしい。
「格好悪い」という理由でダイは購入しなかったが、ランカークス村のジャンクの武器屋でも入荷する予定の貼り紙があった。
輝きの杖
バルジ島の戦いの後に「へんなベルト」と共に、ポップがマトリフから貰った魔法の杖。伸縮機能があり、普段は縮めておくことができる。
物語中盤以降の相次ぐ戦いの中で、使用され続けた。一度ミストバーン達を追って死の大地に誘い出された際に置き忘れたが、後から死の大地を訪れたチウによって回収された。置き忘れた輝きの杖の代わりに、レオナから貰ったパプニカ製の「新品の杖」（羽ばたきの杖）を装備した事があるが、親衛騎団との初戦で早々に破損してしまっている。その後、大魔王バーンとの初戦が、劇中での最後の使用になった（敗戦後に漂着した時もへんなベルトに挟んでいるが、ブラックロッドを受領したため、最終決戦では使用していない）。『勇者アバンと獄炎の魔王』でもマトリフ自身の装備としてギュータの法衣と共に登場している。
ワイズ・パーム
レオナがベンガーナで購入した手袋。魔法玉の指輪が付いており、魔法力を増幅できる効果を持っている。バラン戦で使用した。
騎士の鎧
ベンガーナのデパートで3800G（ゴールド）にて購入した鎧。防御力は高かったが、子供であるダイの体格には余りに不釣り合いであったため、動き辛く、結局分解していくつかのパーツのみを装備し直した。直後のヒドラ・ドラゴン戦を経て、バラン戦で早々に破壊された。
ドラゴンキラー
鋼鉄よりも硬いとされるドラゴンの皮膚をも、たやすく貫くという武器。手甲と一体化したような形状の刀剣を腕にはめて突くように使用する。
市販されているものの中では最高級の武器で希少価値が高いらしく、ベンガーナのデパートで競売にかけられていた。レオナが落札を試みるも財テク目的での入手を目論む商人のゴッポルが18000Gで競り勝って落札した。直後、超竜軍団が襲来し、怯えたゴッポルが逃走の際に落としていったため、ヒドラとの交戦で鋼の剣を破損してしまったダイが拾って使用し、ヒドラの撃破に成功する。しかし、直後に現れたキルバーンにダイが投げつけた際に、キルバーンの強酸性かつ高温の「魔界のマグマと同成分の血液」によって溶解してしまった。
真魔剛竜剣（しんまごうりゅうけん）
人間が作ったものではなく、神々が鍛えしオリハルコン製の両手剣。正当なる竜の騎士に、代々受け継がれてきた武器。竜魔人のパワーをもってしても消滅しない、数少ない武器。剣としての長さは相当なもので、バランでさえ背中に背負っていたほど。
再生能力を持ち、折れたとしても時を経て再生することができる。又、たとえ竜の騎士の手を離れても、主の下に自ら飛来する。同様に竜の騎士が存在する限り武器として死ぬことはなく生き続ける。これはダイの剣が「ダイ専用の武器」であることに対して、真魔剛竜剣が「竜の騎士専用の武器」という違いである。
バランの死からその手を離れて暫く所在不明だったが、最後の戦いにおいてダイを真の竜の騎士と認め、姿を現した。全力のダイと鬼眼王バーンの肉体の激突に耐えきれず（バーンの片腕を破壊するも）折れてしまい、再び行方不明になった。
ロン・ベルクが目標としている武器がこの真魔剛竜剣であり、この剣を超える武器を造ることが彼の夢である。
自己修復機能も付いているが、高酸性による腐食ヘの耐性は不完全なため、それによる錆や腐食は修復に時間がかかり、その間は切れ味が半減してしまう。
覇者の剣
神々から人間に与えられた伝説の武具の一つ。ロモス王国武術大会で優勝賞品として出されたオリハルコン製の片手剣で、ダイに与えられていた「覇者の冠」と対になる。同大会を発案して利用しようとしたザボエラの息子ザムザの手によって盗まれた上にハドラーに献上され、超魔生物以後の彼の武器となる。その後、ハドラーとダイの最後の戦いの際に破壊された。
優勝賞品として出された剣はザムザによってすり替えられた精巧な偽物であったが、それでもダイが竜闘気を込めた攻撃でザムザを倒すほどの威力はあった（使用後に、竜闘気に耐えられず消滅）。
魔法の闘衣
ダイのためにレオナが用意した、パプニカ製の特殊な布と魔法術で編まれた特製の服。竜の騎士の全力の竜闘気にも耐えうる程、耐久性が高い。同じ素材の「騎士のマント」も同時に贈られたが、こちらは直後のザムザ戦以外では装備しなかった。
ダイが最後まで使用し続けた装備の一つとなる。
王家の服
レオナが着用する、パプニカ王家の特製の服。魔法の闘衣と同じく特殊な布と製法を用いており、並の防具より遥かに高い魔法防御力を持つ。最後まで装備し続けていたが、魔力炉に取り込まれそうになった時に一部の布や装飾が腐食し、バーン戦では胸部の布を破られた。最終的には上半身はマントで、ビキニのように胸だけを覆い隠していた。
パプニカの法衣
ポップが着用していた特製の服で、ダイの魔法の闘衣やレオナの王家の服と同じく特殊な布と製法で編まれており、極薄で作られた一種のオーバージャケット。サババを強襲したハドラー親衛騎団から各国の戦士たちを救援に向かおうとするダイとポップに、レオナから着て行ってと勧められて、ポップは旅人の服の上から着用した。以降は、バーンパレス外周部での大魔王バーンとの闘いまで着用していたが、バーンのメラによって焼き尽くされた。
カールの法衣
カール王国に伝わる、邪気を祓う効果があるとされる衣服。ミナカトール習得のために破邪の洞窟へ向かうレオナたちが着用した。
妖魔の杖
ザボエラが携行している魔法の杖。自身の身体に比して長めの杖で、先端がクモのような形状をしているのが特徴。ダイ達を闇討ちしようとした際にマトリフに反撃されて落としたまま撤退しているが、その後も持ち続けていたため、少なくとも1本以上の予備があるようである。マホプラウスなど強力な魔法を用いる際に使用するが、独断専行を咎めたハドラーによって魔牢に幽閉されたのを最後に携行しなくなった。
毒牙の鎖
ザボエラが使用した隠し武器。短い鎖の先端に目玉模様の付いた禍々しく鋭利なペンダントが付いており、ザボエラの調合した致死性の猛毒を仕込んである。鎖を回転させながら魔力を帯びさせ、相手に向けて放つことで高速の光弾となって目標を貫く。例え急所を外そうとも、かすっただけでその毒は相手を死に追いやるほどである。
死神の笛
笛にもなる、キルバーン愛用の大鎌。回転させることで敵の五感を一時的に麻痺させる音波を発生させ、最終的には全身の感覚を奪う。ただし、精巧な武器で、傷一つでも入ると音波の効果が無くなる。
ジャッジの大鎌
魔界における決闘審判装置ジャッジが持つ大鎌。敗者の首を撥ねる際に使用されるが、刃部分で対象を押さえつけて亜空間に引きずり込む形でも使用される。後者の場合は、対象の肉体に傷はつかない。
キルバーンとの決戦では、アバンが柄の部分を用いて槍代わりに使用して、海鳴閃とアバンストラッシュをキルバーンに放っている。
シャハルの鏡
あらゆる呪文を反射する伝説の武具（盾）。魔法を反射する性質に加え、盾としての防御力も非常に高いため、「究極のアイテム（盾）」とも言われる。ハドラーによって、シグマに授けられた。
魔法使いであるポップに対して非常に厄介な盾だったが、戦いの後にポップへと譲渡された。ポップが防具代わりに胸部に仕込んだことから、取っ手はある程度伸縮自在のようである。最終決戦でバーンの呪文をはね返し、「天地魔闘の構え」を破る切り札となったが、バーンのカイザーフェニックスとポップの爆裂呪文を同時に跳ね返した負荷に耐え切れず、砕け散った。
闇の衣
ミストバーンが力と正体を隠すために着用していた衣。首飾り状の封印を破壊すると、真の姿が現れる。首飾り状の封印は、バーンの魔力によって再び閉じることが出来る。名称はロン・ベルクがつけたもの。
『ドラゴンクエストIII そして伝説へ…』のラストボスが纏っているバリアの名称、および本作の連載終了後に出たゲームシリーズで登場するようになった防具に同名のものが存在する。
ギュータの法衣
本編でも、マトリフが身に纏っていた帽子と衣服。『勇者アバンと獄炎の魔王』では、ヨミカイン魔導図書館での戦闘後、マトリフが正式に仲間になるタイミングで着替えて戻って来るのが初出。名称は2巻のプロフィールページにて明らかになった。5巻においてギュータの修行場における闘いの正装であると説明されており、作中でマトリフの他にもバルゴート（回想）、カノン、チョコマ（後のヴィオホルン山麓での援軍時に着用）たちが着用している。
あぶない水着
マトリフが所持していた。『勇者アバンと獄炎の魔王』でオトギリ姫の居城の偵察の際に、レイラに着用させている。
泳ぎやすく、守備力は低いものの水中や海中戦で威力発揮する。
暗黒のマント
『勇者アバンと獄炎の魔王』にて、幽霊騎士団のフューレが所持していた、呪文を跳ね返せる伝説の秘宝。マトリフは初見の際は火炎呪文を跳ね返されて手傷を負うが、二戦目では真空呪文を地面から吹き上げることでマントを巻き上げて無効化して見せた。
カールの宝剣（アバンの聖剣）／カールの鎧（アバンの鎧/アバンの冠）／カールの盾（アバンの盾）
『勇者アバンと獄炎の魔王』にて、地底魔城での最終決戦に際してアバンが着用した装備。カール王家に秘宝として伝わっていた武具を、王女フローラの依頼を受けたジニュアール家の執事ドリファンがアバンの装備として鍛え上げなおした物である。各部に、ジニュアール家の紋章が刻まれている。鎧は普段アバンが装備しているカール騎士団の鎧の上に、重ね着出来るようになっていた。
盾はマトリフに預けられガンガディア戦で損壊、鎧と冠はグランナードの攻撃で大破し、いずれも短い期間で失われているが、アバンが万全に近い状態でハドラーのもとに辿り着くのに、大きく貢献した。
唯一、剣のみがハドラーとの最終決戦まで無事に残り、アバンはこの剣でハドラーを討ち倒している。地底魔城からの帰還後に、アバンがこの剣を帯剣したり、使用するシーンは描かれていないが、第44話の扉絵にて、ジニュアール家の居間に、カール騎士団の鎧と共に安置されているのが確認できる。
聖なる杖
神の祝福を受けた宝具の杖で、回復呪文だけでなく攻撃呪文の威力も増幅する。アバン一行が地底魔城への突入前（アバンとの合流前）にネイル村でアリアムからレイラに渡された。前日譚『勇者アバンと獄炎の魔王』で、地底魔城の「地獄門」の前の花崗岩の通路でのレイラとグランナードとの死闘の際に使用され、真空呪文でグランナードの体表面を削り続けて核（コア）の光を探り当てた後、レイラが聖なる杖を核の表面に突き刺した後で、ハンマースピアの一撃を聖なる杖に加えたことでグランナードの核を貫き通して倒すことに成功するが、聖なる杖の宝玉部分が破壊されたことで使用不能になった。
はぐれ武器
歴代の魔界最高の名工と呼ばれる鍛冶一族であるベルク一族が製作した武器が、武器に宿る意思が増大して確固たる意志を宿した上に言語まで話すようになった武器の総称。やがて、はぐれ武器が徒党を組んでベルクスという武器集団を形成して、魔界から地上へ進出する。

##### ロン・ベルク作の武具
鎧の魔剣
バーンからヒュンケルに与えられた片手剣。刀身が消滅しない限り、何度傷付いても再生する「不滅の武具」。バランの剣には劣るが、伝説の魔剣と呼ばれた一刀である。
刀身に比べてかなり大きい鞘は「鎧化（アムド）」の声に反応して装着者の全身を覆う鎧と化す。性質上鎧化した状態だと鞘がなくなるが、兜に装着することによって柄が面頬、刀身が鎖状になって持ち歩ける（この鎖状になった刀身を攻撃に使用したこともあった）。
鎧の魔槍や魔甲拳に比べ、ほぼくまなく全身を覆うデザインであり、またほとんどの攻撃呪文が通用せず、かつこの世で最も硬いオリハルコンの次に硬い材質で作られているため、魔法使い相手でも多大な戦闘力を発揮できる。凍える吹雪のような息系の攻撃手段も防ぐが、金属という性質上、電撃呪文と間接系呪文は防げず、顔などのわずかな隙間や、戦闘によって生じた穴からはそれ以外の氷炎系呪文なども受け付けてしまう。
鎧の部分はラーハルトの超高速攻撃で破壊され、さらに剣を対バラン戦でダイに貸し与えた際、電撃呪文（ライデイン）と拳の竜の紋章からの竜闘気を込めたダイの全力の一撃（ライデインストラッシュ）を放った後に刀身が耐えきれず消滅してしまい、再生不能になった。
鎧の魔槍と比較して防御性で勝る反面、機動性で劣る。アバンの使徒として、クロコダインと共に闘志を新たにしたヒュンケルの元に自ら飛んでくるなど意思を持ち、この魔剣もまた「真の武具」である。
鎧の魔槍（よろいのまそう）
バーンからバランを介し、ラーハルトの手にあった武具。槍にして「不滅の武具」。本体である槍以外の部分（厳密に言えば穂先周囲を覆う鞘の部分）は「鎧化（アムド）」の声に反応して、装着者を覆う鎧と化す。槍は伸縮可能で、縮めた状態で左手の盾に装着できる。ただ、鎧化していない時は長い状態のまま持ち歩いている。
鎧の魔剣に比べると攻撃性が追求されており、全身のパーツに様々な武器（槍の柄に仕込まれた左右に展開する刃、胸鎧にナイフ、右腕の手甲、両膝の突起、左腕の楯と兼用のブーメラン）が仕込まれており、あらゆる体勢から攻撃できるようになっている。また、軽装ゆえに鎧の魔剣より防御性で劣る反面、機動性で勝る。魔剣と同じ金属で作られているため、電撃系と間接系呪文を除き、攻撃呪文が通用しない。
バーンとの最初の対決で損傷した後にロン・ベルクにより、鎧の各部を覆う面積を増やして防御性能を向上させ（同時に外見も大きく変わった）、右腕には剣が追加された（劇中ではアバンが使用）。さらに、槍の穂先をグランドクルスに対応出来るよう十字（通常使用時は三角）状に変形できるよう大幅な改修・強化がなされた。鎧の魔剣同様、意思を持ち、武器が死なない限り、損傷は自然に直る。しかし劇中では、修復を待つほどの時間が無いなどの理由でロン・ベルクに直してもらうことが多かった。バーンとの最終決戦では槍本体が大破してしまったが、再生不能になったかは不明。
ダイの剣（ダイのつるぎ）
オリハルコン製の剣。ロモス国王がダイに贈った「覇者の冠」が材料に使われた。攻撃力150。意思を持っており、剣自体が使われるべき時だと判断するまで鞘から抜くこともできない。このため、親衛騎団との戦いなどで窮地に陥ったこともある。逆に、超魔生物改造後のハドラーとの初戦では、ハドラーの強さを感じ取り、自ら剣の封印を解き、抜くようにダイに教えた。
バーンとの最初の対決で折られてしまうが、ロン・ベルクが修復。剣自体をこれ以上強くすることは出来ないため、修復後は魔法剣使用の際に刀身に呪文を纏わせた後、一度鞘に収めることで纏わせた呪文の威力を最上級クラスにまで増幅させる特別な鞘が追加された。鞘は真・大魔王バーンとの戦いで竜魔人に変貌した際に外れ、それ以降は行方不明となっている。
ダイの剣はダイ専用の武器で、彼以外の者には使用しても真の力を発揮できない。チウが持った時は、そのあまりの重量に驚いている。鍔の根元に埋め込まれた魔法玉はダイの闘気、意志あるいは存在そのものに反応して輝く。なお、ダイが死ぬと魔法玉の輝きも消えて、剣の命も失われるとされる。
光魔の杖（こうまのつえ）
バーンが所持している杖。装備者の魔法力を吸収し、高エネルギーの光の刃と変えて先端より噴き出す。基本的には、ゲーム本編に登場する「理力の杖」と同じ原理である。
ただし、理力の杖の場合は誰が使っても同じ攻撃力しか上がらないが、光魔の杖は威力と魔法力の吸収力に上限が無いため、使用者の保持魔法力が高ければ高いほど攻撃力が増す。圧倒的な魔法力量を持つバーンが振るった場合は、オリハルコンの剣を折れるほどの威力を見せた。
バーンと光魔の杖の組み合わせにより、ロン・ベルクからも「最強の武具」と言わしめるほど。杖先から伸びる鎖が腕に絡みつくことで、所有者の魔法力を吸って光刃を形成する。そのため、使用中は魔法力を無尽蔵に吸い取ってしまうリスクもある。その甚大な魔法力消費量はバーンですら侮れる物ではなく、短時間の使用でも魔法の威力を低下させてしまう。実際に光魔の杖を使用開始直後のバーンはダイの剣を一撃で叩き折ったが、その直後のハドラー戦では覇者の剣による攻撃を防ぐのがやっとだった（その際に特性を予測していた旨を、ハドラーが語っている）。"武器"というよりも、魔法力を放出してエネルギーの塊である光の刃に変える"装置"であり、武器としての純粋な性能は低い。
ロン・ベルクはこの武器が「最高の武器」とバーンに評され（ロン・ベルクは「戯れに作った物」と言っていた）、実質的に最強の武具となってしまったことに失望し、バーンの元を去った。
杖の先端の出力を全開にすれば、あらゆる攻撃を防ぐ障壁となり、その威力は竜の騎士最大最強の呪文・ドルオーラをも完全に防ぎきれるほど。しかし、ダイが連発で放ったドルオーラには耐え切れず、バラバラに砕け散ってしまう。バーンは元々この武器を、体力の低下した老人形態時の護身用武器として使用していた。そのため、真・大魔王となった際には「もう必要ない」と言って、砕け散った光魔の杖を自ら踏み砕いた。
ブラックロッド
伸縮自在の杖で槍や如意棒の機能も付帯している。使用者の魔法力を吸収して打撃力に変える、「理力の杖」や「光魔の杖」と同じ性質の武器。攻撃力60。伸ばすだけでなく、装備者の意思と言葉により先端だけ二股の槍形にするなど、形をある程度変えることも可能。その威力は、ポップが短時間持って振るうだけで容易に大岩を砕くほど。「理力の杖」よりこれら諸々の性能が増された一方で、「光魔の杖」のように際限なく魔法力を吸収することもないといった改良が加えられている。
最終決戦前にポップに渡され活躍したが、バーンの奥義をポップが破った際にカラミティエンドで砕かれた。
魔甲拳（まこうけん）
手甲。「鎧化（アムド）」の声に反応し、鎧の魔剣・魔槍と同様の完璧な魔法防御を誇る鎧と変化する。武闘着と合わせて防御力は88。
初使用となったアルビナス戦では、マァムが本気で闘う意志に呼応するかのように魔甲拳が防御形態を取りサウザンドボールの直撃を防いだ。続けてマァムの「鎧化（アムド）」の掛け声で頭に付けていたシニョンキャップは外れ、代わりに額にサークレットが装備されて、髪型はポニーテールになった。上半身は武闘着の上から右肩、左肩、左胸を鎧が覆う。下半身は左膝部分、右足全体を鎧が覆った。この際、鎧の邪魔にならないよう武闘着のスカートは、腰部分で自動的に折り畳まれた。
武器のサイズが巨大だった鎧の魔剣と比べて、元の状態が手甲サイズのため、鎧化しても全身を隈なく覆うことはないが、機動力を損なうことはない。これは、サイズ以外にも装着者であるマァムが素早さを重視する武闘家であることにも起因しており、マァムもそれを評価していた。
装着している方の半身は特に防御力が向上する為、マァムはロン・ベルクの「利き腕じゃない方に着けた方が便利だぞ」という助言に従って、防御に多用する左手に装備した。実戦では、アルビナスが連射したサウザンドボールを左手で易易と防ぎ切り、左足で蹴り返している。
鎧の肩部にはメタルフィストというナックルダスター型の武器が格納されており、それを利き手（マァムの場合は右手）の拳頭に装備して戦う。攻撃力62。その硬度とマァムの鍛えた拳速をもってすればオリハルコンも砕くことが可能であり、劇中ではオリハルコン製のアルビナスのボディを砕いた。
グレイトアックス
大戦斧。真空の斧を破壊された後のクロコダインの武器となる。
火炎・爆裂・真空の3種の呪文の力を持つ。効果発動の掛け声は「唸れ!○○（よ）!」。クロコダインは「ちょっとしたアバンストラッシュ気分」と評している。その威力をもって、魔法の玉から出現した多数の魔界のモンスター達を蹴散らした。しかしザボエラが操る超魔ゾンビには攻撃が通じず、刃こぼれを起こしてしまった。その後、その重量を利用し超魔ゾンビを倒されて逃げようとするザボエラを取り押さえるのにも使用した。バーンパレスに向かった際にも持っていったが、ミストバーン戦を最後に携行しなくなっており、バーンとの戦いを前にそれ以上の使用を諦め装備から外したようである。
- ○○：「轟火」〈火炎系〉、「爆音」〈爆裂系〉。真空は作中で使用シーンが描かれなかった。

星皇剣（せいおうけん）
ロン・ベルクが自分専用にこしらえた、二刀流の片手剣。普段は不気味な形状の石像の中に封印した上で、アクセサリー状のアイテムに入れて携行していた。
封印状態でも攻撃してきた超魔ゾンビの骨の刃が逆に破壊されてしまう程の業物だったが、未完成の試作品で、全力使用には未だ耐えられないものだったため、反動で星皇十字剣使用後に砕け散り、ロン・ベルク自身も、再生能力をもってしても70年近く治らないという重度の損傷を両腕に負った。

### 地理
作品の世界は我々の地球と似た地球型惑星であり、大地は球形をなしている。恒星としての太陽が1つ存在する。星の住人（人間、魔族、智慧ある竜族など）が思い描く世界観は「地上界」「魔界」「天界」の3つで構成され、バランスを保っているというもの。地上界に存在する4つの大陸および島の形は日本列島をモチーフにして作られている。魔界は大地のはるか下の地中にあり、地上界と物理的に地続きになっている。天界に関しては、所在がどこにあるのか明らかにされていない。

#### 地上界
デルムリン島
世界最南端に位置する島。魔王の魔力から解き放たれたモンスターの棲み処となっており、人々からは「怪物島」と恐れられている。ダイの育った場所であり、物語の出発点。魔王軍の活動開始と共に、モンスター達が凶暴化しかけるもアバンの破邪呪文で正常に戻ることが出来た。
ラインリバー大陸
地上界南西部、デルムリン島の真北に位置する大陸。形状は九州に酷似。
ロモス王国
武力は低いが、国民の団結心が強い国。百獣魔団の侵攻や妖魔士団の超魔生物からの襲撃を受けるも、ダイ一行の活躍によって撃退した。
ネイル村
ロモス王国近辺にある農村。魔の森の東に位置する。マァムの故郷。
魔の森
侵入者を迷わせる森。デルムリン島よりも広い。魔王が復活してから凶暴化したモンスターたちが住み着いている。百獣魔団のテリトリー。
『勇者アバンと獄炎の魔王』では、キギロにより世界各地に同様の魔物の森が作られていた。アバン一行がキギロやマンイーターと戦ったのも、このロモスの魔の森。
ポルトスの町
ロモス北西に位置する町。ピラァ・オブ・バーンを投下され、消滅した。
ソフィアの港
パプニカに向かう船が出る港。劇場版『起ちあがれ!!アバンの使徒』の舞台となり、この港でダイたちはネルソン船長と出会い、ベルドーサを撃破した後でパプニカ王国へと旅立った。

ホルキア大陸
地上界の南東部を占める大陸。形状は四国に酷似。
パプニカ王国
世界有数の美しい町並みを誇る国。高い工業技術力があり、パプニカ製の服などは高く売れるらしい。かつてはハドラー率いる旧魔王軍の本拠地で、その猛攻を受けていた。
不死騎団によって一度は滅ぼされたが、ダイ一行の活躍により魔王軍を駆逐して復興、後に王女レオナの呼びかけで、世界会議（サミット）が開催された。
ヨミカイン魔導図書館
『勇者アバンと獄炎の魔王』に登場する図書館。パプニカ王国内のヨミカイン遺跡に存在し、古代の呪文などが記されている書物が多数収められているが、ガンガディアとその部下のエビルマージによって支配されていた。アバン一行が目的を果たした後、これ以上彼らに使用させない為にとガンガディアにより、湖に沈められた。
ウロド平原
パプニカ領内の北の外れに存在する平原。アバンはここにある無人の荒野にハドラーを挑発して呼び出し、「凍れる時間の秘法」で封印することに成功したが、自身も封印に巻き込まれた。本編にも回想シーンにて登場するが、地名は『勇者アバンと獄炎の魔王』にて明らかになった。
地底魔城
パプニカ王国の領土内に存在。死火山であるヴィオホルン山の火口を利用して建造された、かつての魔王ハドラーの居城。後に不死騎団の基地となった。本編でフレイザードが火山を噴火させたことにより、溶岩に沈んだ。
バルジ島
ホルキア大陸の北東部に浮かぶ島。中央部にパプニカ王国残党の拠点となったバルジの塔、大陸との間の海峡にはバルジの大渦（鳴門海峡の渦潮のように渦が発生している）が存在する。魔王軍とダイ一行との一大決戦である、バルジ島の戦いの場となった。ピラァ・オブ・バーン投下地点の一つ。
ベルナの森
パプニカ西部の森。劇場版『ぶちやぶれ!!新生6大将軍』において、最終決戦の舞台となった。
原作においても、ピラァ・オブ・バーンを投下され消滅した地域として、名前のみ登場した。

ギルドメイン大陸
地上界の中心に位置する最大の大陸。形状は本州に酷似。
ベンガーナ王国
ギルドメイン大陸中央部に存在する、世界最大の貿易大国。大陸中央という地の利を活かした交易によって世界の富を集め、武力・経済力とも世界トップクラス。世界で唯一デパートが存在する。
妖魔士団のターゲットであり、超竜軍団の攻撃もあったが、致命的には至っていなかった。そのため、国王や軍人は自国の力を過信している傾向があった。
チュゴナ
ベンガーナ王国の一地方である穀倉地帯。近郊に獣人が築いたと思われる遺跡が存在しており、魔物が近づきにくい聖母像も存在する。
テラン王国
ギルドメイン大陸中東部にあるベンガーナ王国の隣国。竜の神を崇める小国。徹底した平和主義、自然主義の国であるが、そのために国民が約50名にまで減少するなど国力は衰退し、魔王軍からもレオナ曰く「侵略する価値がない」と判断され、攻撃を一切受けていなかった。ナバラとメルルの故郷。
とある湖の底には、竜の神の魂が眠るという竜の神殿（と竜水晶）があり、ダイとバランが初めて出会い戦った場所でもある。
ランカークス村
ギルドメイン山脈の麓、ベンガーナやテランの東方に位置する村。ポップの故郷。外れの森には、ロン・ベルクが隠れ住んでいる。
アルゴ岬
ベンガーナ南端の岬。代々の竜の騎士が体力の回復を行う「奇跡の泉」が存在する。
アルキード王国
かつてギルドメイン大陸南端の半島に存在した国で、ダイの母ソアラの故郷。竜の騎士バランの怒りに触れ、半島ごと消滅した。
カール王国
ギルドメイン大陸西部に存在する世界最強の騎士団を擁する国。魔影軍団からの攻撃を防いでいたが、超竜軍団の攻撃で壊滅した。アバンの故郷。
ウルス村
『勇者アバンと獄炎の魔王』に登場。大陸の中央北部に存在する静かな漁村。近くの海底に存在する海底宮殿の主・オトギリ姫によって村の男達が拉致されていたが、アバンたちによって解放された。
サババ
カール王国の北部に位置する漁港。過去には多くの船乗りが利用する漁港で、ディードックが呪文で隠れた店を経営していた。
本編では死の大地への前線基地となったが、ハドラー親衛騎団により壊滅。
怪人島
サババの沖にある峻厳な岩山に囲まれた島で、世界屈指の武器マニアであるグノータと、その孫娘シュプレが住んでいる。
破邪の洞窟
人間の神が邪悪な力に対抗する力を得るための場として作ったという、数々の呪文が秘められた伝説の洞窟。『トルネコの大冒険』のダンジョンがモデル。なお、すぐ傍には、カール王国壊滅後にフローラ女王ら生き残りが最後の砦を建てている。
地下へ降りると1階ごとに何某かの呪文が習得でき、階を下回る毎に待ち受けるモンスターやトラップは強力なものになり、攻略は困難を極めることになる。
ロロイの谷
カール北部山脈地帯における唯一の平地。最終決戦の舞台となった。
リンガイア王国
ギルドメイン大陸北東部に存在。かつては城塞王国と呼ばれ堅牢さを誇った国。オーザム王国救援のために戦士団が遠征中に超竜軍団によって壊滅し、後にピラァ・オブ・バーンまで投下された。バウスンとノヴァの故郷。
ギルドメイン山脈
大陸東部に延びる峻険な山脈。鬼岩城が隠されていた。
ギュータ
雲がかかる程の高度にある、高山の修行場で隠れ里。『勇者アバンと獄炎の魔王』に登場。大賢者バルゴートが創建した。里全体はバルゴートによる破邪呪文の魔法陣で、覆われている。バルゴート亡き後は、娘のカノンが頭首を務めている。マトリフの故郷で、かつてはまぞっほやディードックも、ここの出身であった。
天地魔界の負のエネルギーが邪気として噴き出す地点にあり、武力や魔力が向上しやすい特性を持ち、それを修行で利用することも想定して築かれた。その最深部には、邪気が充満する「逢魔窟（おうまくつ）」がある。
マルノーラ大陸
地上界北部を占める大陸。北海道を東西に引き延ばしたような形状。
オーザム王国
世界最北の国。カール王国にも劣らない騎士団を抱えていたが、フレイザード率いる氷炎魔団によって壊滅。厳しい気候もあり、復興の目処は立っていない。その南には、ピラァ・オブ・バーンが投下された。

死の大地
世界最北に位置する島。生物の気配が全く無く、鳥さえも近寄らない不毛の大地。大魔宮バーンパレスが隠されていた。ハドラーの体内の黒の核晶の爆発により、消滅した。

#### 魔界と天界
魔界
地上界の地下深くに存在し、魔族と竜が支配する世界。地上を人間に与えた神々が魔族と竜に与えた世界と云われる。強酸性のマグマの海とそこに浮かぶ幾つもの大陸からなり、見渡す限りの不毛の大地が続く。冥竜王ヴェルザーの支配圏だった大陸の一つは、バラン抹殺を狙って黒の核晶を爆発させたことで消滅している。地上界の太陽の光が届かず、魔力で作られた光源用の太陽を使用している。
天界
神々と精霊と聖母竜マザードラゴンの住まう世界。どこに存在するのかは明かされていない。

## 関連漫画

### スピンオフ
ドラゴンクエスト ダイの大冒険 勇者アバンと獄炎の魔王
2020年9月19日発売の『Vジャンプ』2020年11月号にプロローグが掲載され、2020年12月号から連載開始され第一部が2024年の9月号で完結した。第二部は2025年の1月号から開始。原作は三条陸、漫画は芝田優作。
第一部は勇者時代の若かりし頃のアバンが主人公であり、その仲間剣士であるロカや、原作では登場しなかった職業である女盗賊などの加入や活躍、マトリフやブロキーナとの出会い、そしてアバン流刀殺法が完成するまでの過程が描かれる。ブラスやバルトスなどの原作漫画に登場するキャラクターも、当時の魔王であるハドラーの部下として登場する。なお、第一話目は原作の特別編のリメイク（22話の後半と23話も補足シーンと若干の変更場面こそあるものの原作の回想シーンのリメイクであり、それ以外の原作のアバンたちの回想シーンも同様の形でリメイクされている）に当たり、一部セリフの変更などを除いては原作を忠実に再現している。
第二部は勇者の家庭教師となり、ヒュンケルと旅に出たアバンのその後と、アバンを狙う新たなる敵組織であるベルクスとの死闘を描く。
オリジナルキャラクター
- ガンガディア - ハドラーの部下のデストロール。詳しくは魔王軍 (ダイの大冒険)#ハドラーの魔王軍を参照。
- キギロ - ハドラーの部下の亜人面樹。詳しくは魔王軍 (ダイの大冒険)#ハドラーの魔王軍を参照。
- オトギリ姫 - ハドラーの魔王軍には与さずに、海底で独自に勢力を拡大している人魚。詳しくはオトギリ姫とその配下を参照。
- 暗黒の騎士ドルディウス - 幽霊騎士団の団長である暗黒の騎士で、アバンの命を狙う。詳しくは魔王軍 (ダイの大冒険)#幽霊騎士団（ゴーストナイツ）を参照。
- フューレ - 幽霊騎士団の一員である暗殺者で、ヘルゴーストの変異種。詳しくは魔王軍 (ダイの大冒険)#幽霊騎士団（ゴーストナイツ）を参照。
- グランナード - 地底魔城での決戦の最中に、魔王ハドラーが花崗岩から急遽禁呪法で生み出した岩石生命体。詳しくは魔王軍 (ダイの大冒険)#バルトスとその配下を参照。
- アリアム - レイラの父親（マァムの祖父）。詳しくはDRAGON QUEST -ダイの大冒険- の登場人物#ネイル村関係者を参照。
- コバルト、エルドラ - ホルキンスの父親と、ロカの後任のカール騎士団長。詳しくはDRAGON QUEST -ダイの大冒険- の登場人物#諸王国の関係者を参照。
- ドリファン - アバン＝デ＝ジニュアール3世の実家ジニュアール家の老執事。詳しくはDRAGON QUEST -ダイの大冒険- の登場人物#カール王国を参照。
- バルゴート、カノン、チョコマ、ディードック - 高山の修行地「ギュータ」を創建した幻の賢者バルゴートと、その娘カノンと、彼女が孫同然に可愛がっていた高い魔法の資質を持つ幼女チョコマなど、ギュータで暮らしていた人々。詳しくはDRAGON QUEST -ダイの大冒険- の登場人物#ギュータの関係者を参照。
- グノータ、シュプレ - サババの沖にある怪人島に住んでいる武器マニアの老人グノータと、その孫娘であるシュプレだが、ベルクスの襲撃を受ける。詳しくはDRAGON QUEST -ダイの大冒険- の登場人物#怪人島の関係者を参照。
- 魔剣のライゼ、魔槍のフーガ、魔重剣のスイグン、魔妖剣のテンペスト、魔斧のグロイサン、魔鎖のタークス、魔弓のヒヒ、魔甲のベアーチェ - アバンが魔王ハドラーを倒した後に現れる武器集団「ベルクス」のメンバー。詳しくは魔王軍 (ダイの大冒険)#勇者アバンの時代の第三勢力を参照。

### コミカライズ
ドラゴンクエスト ダイの大冒険 クロスブレイド
2020年10月1日発売の『最強ジャンプ』（集英社）2020年11月号から2024年1月4日発売の2024年2月号まで連載。アーケードゲーム『ドラゴンクエスト ダイの大冒険 クロスブレイド』を題材としたコミカライズ作品。漫画は天望良一。

## 書誌情報

### 単行本
- 三条陸（原作）、稲田浩司（作画）、堀井雄二（監修） 『DRAGON QUEST -ダイの大冒険-』 集英社〈ジャンプ・コミックス〉、全37巻
  1. 「勇者の家庭教師!! の巻」1990年3月15日初版発行、ISBN 4-08-871071-1
  2. 「対決!! ハドラー対アバンの巻」1990年4月15日初版発行、ISBN 4-08-871072-X
  3. 「集え!! アバンの使徒の巻」1990年8月15日初版発行、ISBN 4-08-871073-8
  4. 「6大団長集結…!? の巻」1990年11月15日初版発行、ISBN 4-08-871074-6
  5. 「正義の稲妻剣!!! の巻」1991年2月15日初版発行、ISBN 4-08-871075-4
  6. 「残酷！ フレイザードの巻」1991年4月15日初版発行、ISBN 4-08-871076-2
  7. 「不死身の救世主!!! の巻」1991年7月15日初版発行、ISBN 4-08-871077-0
  8. 「いま…すべてを斬る…!!! の巻」1991年10月15日初版発行、ISBN 4-08-871078-9
  9. 「竜の騎士の巻」1992年2月15日初版発行、ISBN 4-08-871079-7
  10. 「父と子の戦い!!! の巻」1992年4月15日初版発行、ISBN 4-08-871080-0
  11. 「ダイ、出生の秘密…!! の巻」1992年7月8日初版発行、ISBN 4-08-871181-5
  12. 「地上最大の攻防!!の巻」1992年9月9日初版発行、ISBN 4-08-871182-3
  13. 「最強剣はどこだ…!!?の巻」1992年11月9日初版発行、ISBN 4-08-871183-1
  14. 「恐怖の超魔生物の巻」1992年12月31日初版発行、ISBN 4-08-871184-X
  15. 「鬼岩城大上陸!!の巻」1993年4月7日初版発行、ISBN 4-08-871185-8
  16. 「ダイの剣の巻」1993年6月9日初版発行、ISBN 4-08-871186-6
  17. 「よみがえった魔神!!!の巻」1993年8月9日初版発行、ISBN 4-08-871187-4
  18. 「鋼の親衛隊の巻」1993年10月9日初版発行、ISBN 4-08-871188-2
  19. 「激突!!! 集団戦闘の巻」1993年12月7日初版発行、ISBN 4-08-871189-0
  20. 「誓いの魔槍の巻」1994年2月9日初版発行、ISBN 4-08-871190-4
  21. 「さらば我が子よ…!!の巻」1994年4月9日初版発行、ISBN 4-08-871191-2
  22. 「大魔宮出現!!! の巻」1994年6月8日初版発行、ISBN 4-08-871192-0
  23. 「世界破滅への序曲!!!の巻」1994年8月9日初版発行、ISBN 4-08-871193-9
  24. 「五つめのしるし…!!!の巻」1994年10月9日初版発行、ISBN 4-08-871194-7
  25. 「いざ!! 大破邪呪文の巻」1994年12月7日初版発行、ISBN 4-08-871195-5
  26. 「涙の敵陣突入!!!の巻」1995年3月8日初版発行、ISBN 4-08-871196-3
  27. 「真竜の戦い!!!の巻」1995年5月16日初版発行、ISBN 4-08-871197-1
  28. 「復活!!! 大勇者の巻」1995年7月9日初版発行、ISBN 4-08-871198-X
  29. 「超兵器招来!!!の巻」1995年9月9日初版発行、ISBN 4-08-871199-8
  30. 「さらば！闘いの日々よ の巻」1995年11月7日初版発行、ISBN 4-08-871200-5
  31. 「第2の覚醒!!!の巻」1996年1月15日初版発行、ISBN 4-08-872201-9
  32. 「ミスト最終決戦 の巻」1996年3月9日初版発行、ISBN 4-08-872202-7
  33. 「影と死神の巻」1996年7月9日初版発行、ISBN 4-08-872203-5
  34. 「真・大魔王降臨!!!の巻」1996年10月8日初版発行、ISBN 4-08-872204-3
  35. 「生命でぶつかれ!!!の巻」1997年2月9日初版発行、ISBN 4-08-872205-1
  36. 「閃光のようにの巻」1997年4月9日初版発行、ISBN 4-08-872206-X
  37. 「さらば!!!愛する地上よの巻」1997年6月9日初版発行、ISBN 4-08-872207-8
- 三条陸（原作）、芝田優作（作画） 『ドラゴンクエスト ダイの大冒険 勇者アバンと獄炎の魔王』 集英社〈ジャンプ・コミックス〉、既刊13巻（2025年8月4日現在）
  1. 「勇者誕生」2021年3月4日発売[56]、ISBN 978-4-08-882589-2
  2. 「あぶない魔導書」2021年7月2日発売[57]、ISBN 978-4-08-882723-0
  3. 「第二の必殺剣」2021年11月4日発売[58]、ISBN 978-4-08-882831-2
  4. 「これが魔王だ」2022年3月4日発売[59]、ISBN 978-4-08-883058-2
  5. 「孤高なるギュータ」2022年7月4日発売[60]、ISBN 978-4-08-883175-6
  6. 「決闘・ウロド平原」2022年12月2日発売[61]、ISBN 978-4-08-883307-1
  7. 「幽霊騎士団」2023年4月4日発売[62]、ISBN 978-4-08-883469-6
  8. 「いざ地底魔城」2023年8月4日発売[63]、ISBN 978-4-08-883602-7
  9. 「我が生命尽きるとも」2024年1月4日発売[64]、ISBN 978-4-08-883758-1
  10. 「最後の激突」2024年5月2日発売[65]、ISBN 978-4-08-884072-7
  11. 「さらば勇者」2024年9月4日発売[66]、ISBN 978-4-08-884175-5
  12. 「新たなる脅威」2025年4月4日発売[67]、ISBN 978-4-08-884457-2
  13. 「怪人島上陸」2025年8月4日発売[68]、ISBN 978-4-08-884614-9
- 天望良一 『ドラゴンクエスト ダイの大冒険 クロスブレイド』 集英社〈ジャンプ・コミックス〉、全7巻
  1. 「メンタル勇者!!」2021年7月2日発売[69]、ISBN 978-4-08-882724-7
  2. 「いっしょに」2022年3月4日発売[70]、ISBN 978-4-08-883061-2
  3. 「心技体」2022年7月4日発売[71]、ISBN 978-4-08-883187-9
  4. 「鎧の魔槍」2022年12月2日発売[72]、ISBN 978-4-08-883319-4
  5. 「ぼくらの」2023年4月4日発売[73]、ISBN 978-4-08-883519-8
  6. 「新たなる輝き」2023年9月4日発売[74]、ISBN 978-4-08-883643-0
  7. 「ありがとう」2024年3月4日発売[75]、ISBN 978-4-08-883850-2

### 文庫版
- 三条陸（原作）、稲田浩司（作画）、堀井雄二（監修） 『DRAGON QUEST -ダイの大冒険-』 集英社〈集英社文庫〉、全22巻
  1. 「誕生の章」2003年6月18日発売[76]、ISBN 4-08-618063-4
  2. 「集結の章I」2003年6月18日発売[77]、ISBN 4-08-618064-2
  3. 「集結の章II」2003年6月18日発売[78]、ISBN 4-08-618065-0
  4. 「激闘の章I」2003年8月8日発売[79]、ISBN 4-08-618066-9
  5. 「激闘の章II」2003年8月8日発売[80]、ISBN 4-08-618067-7
  6. 「宿命の章I」2003年9月18日発売[81]、ISBN 4-08-618068-5
  7. 「宿命の章II」2003年9月18日発売[82]、ISBN 4-08-618069-3
  8. 「宿命の章III」2003年9月18日発売[83]、ISBN 4-08-618070-7
  9. 「聖剣の章I」2003年10月17日発売[84]、ISBN 4-08-618071-5
  10. 「聖剣の章II」2003年10月17日発売[85]、ISBN 4-08-618072-3
  11. 「挑戦の章I」2003年11月18日発売[86]、ISBN 4-08-618073-1
  12. 「挑戦の章II」2003年11月18日発売[87]、ISBN 4-08-618074-X
  13. 「挑戦の章III」2003年11月18日発売[88]、ISBN 4-08-618075-8
  14. 「試練の章I」2003年12月12日発売[89]、ISBN 4-08-618076-6
  15. 「試練の章II」2003年12月12日発売[90]、ISBN 4-08-618077-4
  16. 「光輪の章I」2004年1月16日発売[91]、ISBN 4-08-618078-2
  17. 「光輪の章II」2004年1月16日発売[92]、ISBN 4-08-618079-0
  18. 「光輪の章III」2004年1月16日発売[93]、ISBN 4-08-618080-4
  19. 「血戦の章I」2004年2月18日発売[94]、ISBN 4-08-618081-2
  20. 「血戦の章II」2004年2月18日発売[95]、ISBN 4-08-618082-0
  21. 「血戦の章III」2004年3月18日発売[96]、ISBN 4-08-618083-9
  22. 「閃光の章」2004年3月18日発売[97]、ISBN 4-08-618084-7

### 新装彩録版
- 三条陸（原作）、稲田浩司（作画）、堀井雄二（監修） 『DRAGON QUEST -ダイの大冒険-』 集英社〈愛蔵版コミックス〉、全25巻
  1. 「アバンの使徒I」2020年10月2日発売[98]、ISBN 978-4-08-792560-9
  2. 「アバンの使徒II」2020年10月2日発売[99]、ISBN 978-4-08-792561-6
  3. 「アバンの使徒III」2020年10月2日発売[100]、ISBN 978-4-08-792562-3
  4. 「アバンの使徒IV」2020年11月4日発売[101]、ISBN 978-4-08-792563-0
  5. 「アバンの使徒V」2020年11月4日発売[102]、ISBN 978-4-08-792564-7
  6. 「竜の騎士I」2020年12月4日発売[103]、ISBN 978-4-08-792565-4
  7. 「竜の騎士II」2020年12月4日発売[104]、ISBN 978-4-08-792566-1
  8. 「竜の騎士III」2020年12月4日発売[105]、ISBN 978-4-08-792567-8
  9. 「竜の騎士IV」2021年1月4日発売[106]、ISBN 978-4-08-792568-5
  10. 「竜の騎士V」2021年1月4日発売[107]、ISBN 978-4-08-792569-2
  11. 「死の大地I」2021年2月4日発売[108]、ISBN 978-4-08-792570-8
  12. 「死の大地II」2021年2月4日発売[109]、ISBN 978-4-08-792571-5
  13. 「死の大地III」2021年3月4日発売[110]、ISBN 978-4-08-792572-2
  14. 「死の大地IV」2021年3月4日発売[111]、ISBN 978-4-08-792573-9
  15. 「死の大地V」2021年3月4日発売[112]、ISBN 978-4-08-792574-6
  16. 「大魔宮I」2021年4月2日発売[113]、ISBN 978-4-08-792575-3
  17. 「大魔宮II」2021年4月2日発売[114]、ISBN 978-4-08-792576-0
  18. 「大魔宮III」2021年4月30日発売[115]、ISBN 978-4-08-792577-7
  19. 「大魔宮IV」2021年4月30日発売[116]、ISBN 978-4-08-792578-4
  20. 「大魔宮V」2021年4月30日発売[117]、ISBN 978-4-08-792579-1
  21. 「最終決戦I」2021年6月4日発売[118]、ISBN 978-4-08-792580-7
  22. 「最終決戦II」2021年6月4日発売[119]、ISBN 978-4-08-792581-4
  23. 「最終決戦III」2021年7月2日発売[120]、ISBN 978-4-08-792582-1
  24. 「最終決戦IV」2021年7月2日発売[121]、ISBN 978-4-08-792583-8
  25. 「最終決戦V」2021年7月2日発売[122]、ISBN 978-4-08-792584-5

### 関連書籍
- 三条陸 [ほか]著,集英社 編『ドラゴンクエスト ダイの大冒険』集英社＜ジャンプ・コミックスデラックス. Jump comics perfect book＞、全1巻 1995年12月20日発売、ISBN 4-08-858881-9
- 著者 三条陸、稲田浩司、堀井雄二『ドラゴンクエスト ダイの大冒険 オフィシャルファンブック』集英社＜Vジャンプ・ブックス＞、全1巻 2021年12月3日発売[123]、ISBN 978-4-08-779796-1
- 三条陸 原著,稲田浩司 著・文・その他,堀井雄二 監修『ドラゴンクエスト ダイの大冒険 竜の紋章BOX』集英社＜愛蔵版コミックス＞、全1巻 2021年12月24日発売[124]、ISBN 978-4-08-792590-6 ※完全受注生産
- 三条陸 原作,稲田浩司 漫画,山本カズヨシ 小説『ドラゴンクエスト ダイの大冒険 それぞれの道』集英社＜JUMP j BOOKS＞、2022年12月2日発売[125]、ISBN 978-4-08-703527-8

## テレビアニメ
これまでに、1991年から1992年にかけて（以下、1991年版）と、2020年から2022年にかけて（以下、2020年版）の二度にわたってテレビアニメシリーズが放送されたほか、1991年版アニメシリーズに関連する3本の劇場版アニメが公開されている。

### 1991年版『ドラゴンクエスト ダイの大冒険』
東映動画制作で、1991年10月17日から1992年9月24日まで、木曜19時 - 19時30分にTBS系列ほかで放映。全46話。TBS系アニメとしては史上初の『週刊少年ジャンプ』原作のテレビアニメとなった。
ナレーションはアバン、キルバーン役の田中秀幸が担当。
劇中では、ロールプレイングゲーム ドラゴンクエストシリーズ『I』『II』『III』『IV』のBGMが編曲され、多く使用されている。
本来はさらに数クールの延長が計画されていたが、TBSの大幅な番組枠改編（『ムーブ』も参照）を受け、予定通りの1年間で終了することになった。延長を前提にシリーズ構成がされていたため、このままだと竜騎衆が登場したあたりで中途半端に終わってしまうことが判明。スタッフは原作者と相談の上、原作コミック10巻のダイの記憶がバランに消される部分を変更し、ダイの仲間の想いから生まれた光の剣から放ったアバンストラッシュでバランを撃退し、撤退するところで終了となっている。当番組のメインスポンサーだったタカラから発売される予定だったアニメ未登場の竜騎衆のダイコロが存在しているのは、そのためである。
最終回放送時点で、プロデューサーの高見義雄は「機会があれば映画版も含めて続編を作りたいが、現時点でその予定は無い」と語っていた。
本作を最後に、東京のキー局のTBS制作による第1話から最終話までに放送時間約30分間での日本全国同時放送による完全アニメーションの単番組が放送するのは『カミワザ・ワンダ』までに、約24年半待つことになった。
2020年1月6日よりテレビシリーズが初配信されることが『ジャンプフェスタ2020  スクウェア・エニックスブース 堀井雄二×DAIGO生対談』内で発表された。

#### スタッフ
- プロデューサー - 高見義雄（東映）、木戸睦（東映）、井上博（TBS）
- 原作 - 三条陸[126]、稲田浩司[126]
- チーフディレクター - 西沢信孝[126]
- 音楽 - すぎやまこういち[126]
- 編曲 - 松尾早人、武内基朗
- 音楽制作 - スギヤマ工房
- キャラクターデザイン - 長岡康史[126]
- 美術デザイン - 坂本信人[126]
- 編集 - 花井正明
- 録音 - 今関種吉
- 音響効果 - 今野康之
- 選曲 - 田中英行（第2話まで）→オーディオ・タナカ（第3話以降）
- 番組宣伝 - 岡田由美子（TBS）
- 制作担当 - 松下健吉、末永雄一
- 製作 - 東映動画、TBS

#### ネット局
| 放送地域      | 放送局             | 系列           | ネット形態 | 備考 |
| ------------- | ------------------ | -------------- | ---------- | --- |
| 関東広域圏    | 東京放送           | TBS系列        | 制作局     | 現・TBSテレビ |
| 北海道        | 北海道放送         | TBS系列        | 同時ネット | |
| 青森県        | 青森テレビ         | TBS系列        | 同時ネット | |
| 岩手県        | 岩手放送           | TBS系列        | 同時ネット | 現・IBC岩手放送 |
| 宮城県        | 東北放送           | TBS系列        | 同時ネット | |
| 秋田県        | 秋田放送           | 日本テレビ系列 | 遅れネット | 本放送終了後、1993年頃に水曜 17:30 - 18:00に放送。                                                                             |
| 山形県        | テレビユー山形     | TBS系列        | 同時ネット | |
| 福島県        | テレビユー福島     | TBS系列        | 同時ネット | |
| 新潟県        | 新潟放送           | TBS系列        | 同時ネット | |
| 長野県        | 信越放送           | TBS系列        | 同時ネット | |
| 山梨県        | テレビ山梨         | TBS系列        | 同時ネット | |
| 静岡県        | 静岡放送           | TBS系列        | 同時ネット | |
| 富山県        | チューリップテレビ | TBS系列        | 同時ネット | |
| 石川県        | 北陸放送           | TBS系列        | 同時ネット | |
| 中京広域圏    | 中部日本放送       | TBS系列        | 同時ネット | 現・CBCテレビ |
| 近畿広域圏    | 毎日放送           | TBS系列        | 同時ネット | |
| 島根県 鳥取県 | 山陰放送           | TBS系列        | 同時ネット | |
| 岡山県 香川県 | 山陽放送           | TBS系列        | 同時ネット | 現・RSKテレビ |
| 広島県        | 中国放送           | TBS系列        | 同時ネット | |
| 山口県        | テレビ山口         | TBS系列        | 同時ネット | |
| 愛媛県        | 伊予テレビ         | TBS系列        | 遅れネット | 現・あいテレビ 本放送時は開局前のサービス放送で最終回のみが放送され、 本放送終了後に改めて1993年頃に土曜 17:00 - 17:30に放送。 |
| 高知県        | テレビ高知         | TBS系列        | 同時ネット | |
| 福岡県        | RKB毎日放送        | TBS系列        | 同時ネット | |
| 長崎県        | 長崎放送           | TBS系列        | 同時ネット | |
| 熊本県        | 熊本放送           | TBS系列        | 同時ネット | |
| 大分県        | 大分放送           | TBS系列        | 同時ネット | |
| 宮崎県        | 宮崎放送           | TBS系列        | 同時ネット | |
| 鹿児島県      | 南日本放送         | TBS系列        | 同時ネット | |
| 沖縄県        | 琉球放送           | TBS系列        | 同時ネット | |

#### 主題歌
発売元は日本コロムビア。作曲・編曲はすぎやまこういち、歌唱は団時朗。すぎやまこういちと団時朗は、1971年の『帰ってきたウルトラマン』でも劇中音楽と主演で共演している。なお、本作では団時朗は主題歌のみで、アニメ本編には登場していない。
「勇者よいそげ!!」
オープニングテーマ。作詞は及川恒平。
「この道わが旅」
エンディングテーマ。作詞は藤公之介。
ゲーム『ドラゴンクエストII 悪霊の神々』のエンディングテーマ曲。1987年に愛知和男（当時衆議院議員）によって歌われたものをカバー。

#### 各話リスト
| 話数 | 放送日          | サブタイトル                              | 脚本     | （絵コンテ） 演出       | 作画監督   | 美術         | VHSグループ |
| ---- | --------------- | ----------------------------------------- | -------- | ----------------------- | ---------- | ------------ | ----------- |
| 1    | 1991年 10月17日 | オレは小さな勇者ダイ!!                    | 武上純希 | 西沢信孝                | 横山健次   | 坂本信人     | 誕生編      |
| 2    | 10月24日        | 死なせてたまるかレオナ姫                  | 武上純希 | 葛西治                  | 小幡公春   | 坂本信人     | 誕生編      |
| 3    | 10月31日        | 怒れダイ！輝け竜の紋章!!                  | 武上純希 | 又野弘道                | 近藤優次   | 坂本信人     | 誕生編      |
| 4    | 11月7日         | 勇者の家庭教師アバン登場                  | 武上純希 | 矢部秋則                | 小曽根孝夫 | 坂本信人     | 誕生編      |
| 5    | 11月14日        | アバン流・勇者の超特訓!!                  | 武上純希 | （明比正行） 佐々木憲世 | 佐藤敬一   | 坂本信人     | 誕生編      |
| 6    | 11月21日        | 魔王ハドラー出現！キメろ必殺技海波斬!!    | 大橋志吉 | 角銅博之                | 横山健次   | 坂本信人     | 誕生編      |
| 7    | 11月28日        | 卒業の証は仮免、決戦!!ハドラー対アバン    | 武上純希 | 又野弘道                | 上野賢     | 坂本信人     | 誕生編      |
| 8    | 12月5日         | アバン自己犠牲呪文に散る!?撃て・最高技!!  | 武上純希 | 葛西治                  | 小幡公春   | 坂本信人     | 誕生編      |
| 9    | 12月12日        | さらばデルムリン島！大冒険への旅立ち!!    | 大橋志吉 | 矢部秋則                | 近藤優次   | 坂本信人     | 旅立ち編    |
| 10   | 12月19日        | さまよえる魔の森！獣王クロコダイン登場    | 大橋志吉 | （明比正行） 佐々木憲世 | 清山滋崇   | 坂本信人     | 旅立ち編    |
| 11   | 1992年 1月9日   | うなる真空の斧！むかえ撃てアバン流刀殺法  | 神戸一彦 | 角銅博之                | 小曽根孝夫 | 坂本信人     | 旅立ち編    |
| 12   | 1月16日         | 我らが師アバン、魔弾銃に残された思い出    | 神戸一彦 | 川田武範                | 佐藤敬一   | 坂本信人     | 旅立ち編    |
| 13   | 1月23日         | 妖魔司教ザボエラの罠 あ!?ニセ勇者御一行様 | 大橋志吉 | 西沢信孝                | 横山健次   | 坂本信人     | 旅立ち編    |
| 14   | 1月30日         | 百獣魔団総進撃!!ロモス王国の危機を救え！  | 武上純希 | 又野弘道                | 小幡公春   | 坂本信人     | 旅立ち編    |
| 15   | 2月6日          | なぜ？ダイを襲うブラス!!卑劣なり妖魔司教  | 大橋志吉 | （明比正行） 佐々木憲世 | 近藤優次   | 坂本信人     | 旅立ち編    |
| 16   | 2月13日         | ふるい起こせポップ！ひとかけらの勇気を!!  | 大橋志吉 | 葛西治                  | 清山滋崇   | 坂本信人     | 旅立ち編    |
| 17   | 2月20日         | 奇跡を呼ぶ破邪呪文!!友情よいまここに‥‥    | 大橋志吉 | 川田武範                | 小曽根孝夫 | 坂本信人     | 死闘編      |
| 18   | 2月27日         | 怒りの紋章が直撃!!ほえる獣王クロコダイン  | 大橋志吉 | 矢部秋則                | 菊池城二   | 坂本信人     | 死闘編      |
| 19   | 3月5日          | 海を渡れダイ！魔王軍6大軍団長集結!!       | 武上純希 | 角銅博之                | 横山健次   | 萩原正己     | 死闘編      |
| 20   | 3月12日         | 恐るべき敵あらわる!?魔剣戦士ヒュンケル！  | 武上純希 | 新田義方                | 小幡公春   | 千田国広     | 死闘編      |
| 21   | 3月19日         | 父の敵はアバン!?憎しみの黒き最強剣!!      | 武上純希 | （明比正行） 中村哲治   | 大島城次   | 千田国広     | 死闘編      |
| 22   | 3月26日         | 暗黒闘気!“闘魔傀儡掌”がダイを襲う!!       | 武上純希 | 又野弘道                | 近藤優次   | 坂本信人     | 死闘編      |
| 23   | 4月16日         | マァムの危機！力を合わせて稲妻を呼べ!!    | 神戸一彦 | 葛西治                  | 清山滋崇   | 坂本信人     | 死闘編      |
| 24   | 4月23日         | マァムを救え！地底魔城潜入・死の迷宮!!    | 神戸一彦 | 川田武範                | 小曽根孝夫 | 小林勝寿     | 死闘編      |
| 25   | 4月30日         | 思い出を…ありがとう…真実の父の声!!        | 神戸一彦 | 矢部秋則                | 横山健次   | 坂本信人     | 聖戦編      |
| 26   | 5月7日          | さらば孤独の戦士ヒュンケル!!決着の魔法剣  | 神戸一彦 | 新田義方                | 大島城次   | 坂野文世     | 聖戦編      |
| 27   | 5月14日         | 空から来た味方!!ダイよ急げレオナのもとへ  | 武上純希 | （明比正行） 中村哲治   | 小幡公春   | 萩原正己     | 聖戦編      |
| 28   | 5月21日         | レオナはオレが守る！対決!!勇者対氷炎将軍  | 大橋志吉 | 又野弘道                | 入好さとる | 中山恭子     | 聖戦編      |
| 29   | 5月28日         | 氷炎結界!!ああ！レオナが凍れる美女に…     | 神戸一彦 | 川田武範                | 近藤優次   | 坂野文世     | 聖戦編      |
| 30   | 6月4日          | アバンの親友!?大魔導士マトリフの大特訓!!  | 武上純希 | 葛西治                  | 菊池城二   | 北原美佐     | 聖戦編      |
| 31   | 6月11日         | レオナ救出作戦の始まりだ！バルジ島上陸!!  | 大橋志吉 | 新田義方                | 清山滋崇   | 萩原正己     | 聖戦編      |
| 32   | 6月18日         | 宿敵ハドラー!!ポップよ勇気で立ち向かえ!!  | 神戸一彦 | 矢部秋則                | 小曽根孝夫 | 中山恭子     | 聖戦編      |
| 33   | 6月25日         | 戦士は復活した!!激突ヒュンケル対ハドラー  | 大橋志吉 | 芝田浩樹                | 大島城次   | 坂野文世     | 勇愛編      |
| 34   | 7月2日          | いのちの輝き！最終闘気・グランドクルス!!  | 神戸一彦 | 又野弘道                | 小幡公春   | 小名木麻起子 | 勇愛編      |
| 35   | 7月9日          | フレイザード勝利への執念！嵐の弾岩爆花散  | 大橋志吉 | 川田武範                | 近藤優次   | 萩原正己     | 勇愛編      |
| 36   | 7月16日         | でたっ！アバン流最後の奥義・空裂斬!!      | 神戸一彦 | 葛西治                  | 入好さとる | 千田国広     | 勇愛編      |
| 37   | 7月23日         | アバンストラッシュ!!いま…すべてを斬る…    | 大橋志吉 | 角銅博之                | 菊池城二   | 中山恭子     | 勇愛編      |
| 38   | 7月30日         | アバンの使徒の道…そして、マァムの決意     | 武上純希 | 明比正行                | 清山滋崇   | 北原美佐     | 勇愛編      |
| 39   | 8月6日          | すばらしき仲間マァムよ、また会う日まで…   | 武上純希 | 矢部秋則                | 小曽根孝夫 | 小名木麻起子 | 勇愛編      |
| 40   | 8月13日         | ベンガーナへ買い物だ!!デパートへ行こう！  | 武上純希 | 芝田浩樹                | 近藤優次   | 萩原正己     | 勇愛編      |
| 41   | 8月20日         | 超竜軍団上陸！ベンガーナの街を守れ!!      | 大橋志吉 | 又野広道                | 大島城次   | 中山恭子     | 宿命編      |
| 42   | 8月27日         | 神秘の国テラン王国…伝説に眠る竜の騎士！   | 神戸一彦 | 佐々木憲世              | 小幡公春   | 北原美佐     | 宿命編      |
| 43   | 9月3日          | 竜騎将バランは語る…竜の騎士の使命！       | 大橋志吉 | 角銅博之                | 菊池城二   | 北原美佐     | 宿命編      |
| 44   | 9月10日         | 親子の絆は悲しき運命！父と子の闘い!!      | 神戸一彦 | 芝田浩樹                | 横山健次   | 萩原正己     | 宿命編      |
| 45   | 9月17日         | 最強の秘密は竜闘気!?オレ達のダイを守れ！  | 武上純希 | 葛西治                  | 清山滋崇   | 千田国広     | 宿命編      |
| 46   | 9月24日         | ダイよ立ち上がれ！勇者の道は永遠に！      | 武上純希 | （西沢信孝） 中村哲治   | 小曽根孝夫 | 中山恭子     | 宿命編      |

| TBS系列 木曜 19:00 - 19:30                     | TBS系列 木曜 19:00 - 19:30                                       | TBS系列 木曜 19:00 - 19:30                                                          |
| 前番組                                         | 番組名                                                           | 次番組                                                                              |
| ---------------------------------------------- | ---------------------------------------------------------------- | ----------------------------------------------------------------------------------- |
| 少年アシベ ※土曜17:30へ移動 （ローカル枠降格） | ドラゴンクエスト ダイの大冒険（1991年版） 【当番組までアニメ枠】 | ムーブ・上岡龍太郎の 男と女ホントのところ ※19:00 - 19:54 【同番組からバラエティ枠】 |

#### 映像ソフト
BD

テレビシリーズ、劇場版含め、ビデオ化はされたが、長らくディスク化はされておらず、2020年7月3日にテレビシリーズと劇場版3作品を収録したBlu-ray BOX（BIXA-9039）がハピネットから発売された。

#### ネット配信
BD化を記念し、2020年6月19日からYouTubeの「東映アニメーション公式YouTubeチャンネル」より第1話が期間限定無料配信されている。

#### キャラクターショー
1991年版のアニメ放映時に商業施設などでの販促イベントとしてぬいぐるみ（着ぐるみ）役者によるキャラクターショーが全国各所で開催された。登場人物はダイ、ポップ、マァム、ヒュンケル、不死騎団の部下（骸骨）に加え、演者が直接動かす形でゴメちゃんも登場していた。
内容はダイたちとヒュンケルが初めて出会う場面を再現したもの。原作等ではその直前にロモス国王より新たなコスチュームを貰っているが、ショーに登場するキャラクターたちは旧コスチュームのままという相違点がある。

### 2020年版『ドラゴンクエスト ダイの大冒険』
2020年10月3日から2022年10月22日までテレビ東京系列ほかにて放送された。アニメーション制作は東映アニメーションで、CGと作画のハイブリッドで制作される。全100話。
2020年5月27日にYouTubeで配信された『ドラゴンクエストダイの大冒険最新情報ダイ放出スペシャル！アニメキャスト生出演！ゲーム情報解禁!!』にて、ダイ、ポップ、マァム、レオナ、アバン、ヒュンケルのキャストが発表、8月5日には、キービジュアルとブラスとゴメちゃんのキャストが発表、8月18日には、ハドラー、クロコダイン、フレイザード、バラン、ミストバーン、ザボエラ、バーンのキャストが発表、放送前日の10月2日にYouTubeで配信された「ダイ好きTV Vol.4」で、ニセ勇者一行のキャストが発表された。
番宣ナレーションはダイ役の種﨑敦美、次回予告ナレーションはアバン役の櫻井孝宏が担当している。

#### 制作会社の社内ネットワークへの不正アクセスによる影響
2022年3月6日、東映アニメーションの社内ネットワークへの第三者による不正アクセスがあったことが確認され、同月11日にこれを受けて社内システムの一部を停止したことにより、同社制作のテレビアニメ4作品についても放映スケジュールに変更が生じると同社より発表された。本作品もその対象に含まれ、同月12日に放送予定の第73話の放送延期を発表し、同時に「ドラゴンクエスト ダイの大冒険 ベストセレクション」として事実上の再放送を実施した。なお、新作エピソードの放送を4月16日から再開した。再放送期間中は、その話数に対応した「ダイ好きTV特別版」をYouTube上で配信したほか、ネットもテレ東とTVerで第1話から第72話までを期間限定で配信した。

#### スタッフ（2020）
- 原作 - 三条陸、稲田浩司（漫画）、堀井雄二（監修）[137]
- 企画 - 三宅有（スクウェア・エニックス）、鈴木篤志（東映アニメーション）、丸茂礼（テレビ東京）、伊能昭夫（集英社）[注釈 22]
- エグゼクティブプロデューサー - 市村龍太郎（スクウェア・エニックス）、櫻田博之（東映アニメーション）
- プロデューサー - 内藤圭祐（東映アニメーション）、奈良初男（テレビ東京）、本安哲人（集英社）
- シリーズディレクター - 唐澤和也[137]
- シリーズ構成 - 千葉克彦[137]
- 音楽 - 林ゆうき[137]
- キャラクターデザイン・総作画監督（第13話 - 第100話） - 宮本絵美子[137]
- モンスターデザイン - 村俊太朗
- プロップデザイン - 升井秀光
- 製作担当 - 太田有紀（第1話 - 第25話）→澤守洸（第26話 - 第100話）、堀越圭文
- 美術デザイン - 藤井綾香[137]
- 色彩設計 - 森綾[137]
- CGプロデューサー - 横尾裕次（第1話 - 第25話）、三輪泰地朗
- CGディレクター - 高橋友彦
- 撮影監督 - 五十嵐慎一（スタジオトゥインクル）
- 編集 - 西村英一（タバック）
- 録音 - 伊東光晴（タバック）
- 音響効果 - 櫻井陽子
- 選曲 - 佐藤恭野
- 音響製作 - タバック
- 録音スタジオ - スタジオJumo（第1話 - 第27話）、STUDIO T&T（第25話 - 第100話）
- オンライン編集 - 小山雅史、菊地光洋（東映デジタルラボ）
- 音楽協力 - 東映アニメーション音楽出版、テレビ東京ミュージック
- 番組宣伝 - 大江繭子（第1話 - 第74話）、塩塚優香（第75話 - 第100話、テレビ東京）
- 協力 - Vジャンプ・最強ジャンプ編集部
- アニメーション制作 - 東映アニメーション[137]
- 製作 - テレビ東京、ダイの大冒険製作委員会（スクウェア・エニックス、東映アニメーション、集英社、トイズファクトリー）

#### 主題歌（2020）
発売元は全て、トイズファクトリー。
オープニング
「生きるをする」
マカロニえんぴつによる1年目のオープニングテーマ。作詞・作曲ははっとり、編曲はマカロニえんぴつ。
「Bravest」
向井太一による2年目のオープニングテーマ。
エンディング
「mother」
マカロニえんぴつによる第1・2クールのエンディングテーマ。作詞・作曲ははっとり、編曲はマカロニえんぴつ。
「アカシ」
XIIXによる第3・4クールのエンディングテーマ。作詞は斎藤宏介、編曲は須藤優、作曲は両者の共作。
「名前」
ハンブレッダーズによる第5・6クールのエンディングテーマ。作詞はムツムロアキラ、作曲はハンブレッダーズ、編曲はハンブレッダーズとうきの共作。
第73話では使用されず、本編のラストでスタッフクレジットを行った。
「飛ぶ鳥は」
ミテイノハナシによる第7・8クールのエンディングテーマ。作詞・作曲はAru.、編曲は伊藤翼。

#### 各話リスト（2020）
| 話数    | サブタイトル               | 脚本     | 絵コンテ          | 演出              | 作画監督                                                                                                | 総作画監督            | 美術     | 初放送日       |
| ------- | -------------------------- | -------- | ----------------- | ----------------- | --- | --------------------- | -------- | -------------- |
| 第1話   | 小さな勇者、ダイ           | 千葉克彦 | 唐澤和也          | 唐澤和也          | 川村敦子                                                                                                | 宮本絵美子            | 藤井綾香 | 2020年 10月3日 |
| 第2話   | ダイとレオナ姫             | 千葉克彦 | 紅優              | 上田芳裕          | 多嘉良敢                                                                                                | 宮本絵美子            | 藤井綾香 | 10月10日       |
| 第3話   | 勇者の家庭教師             | 千葉克彦 | 大森常吉 唐澤和也 | 大森常吉 唐澤和也 | 河野宏之                                                                                                | 宮本絵美子            | 藤井綾香 | 10月17日       |
| 第4話   | 魔王ハドラーの復活         | 千葉克彦 | 若野哲也          | 若野哲也          | 石川てつや                                                                                              | 宮本絵美子 眞部周一郎 | 藤井綾香 | 10月24日       |
| 第5話   | アバンのしるし             | 千葉克彦 | 唐澤和也          | 唐澤和也          | 高橋優也 眞部周一郎                                                                                     | 宮本絵美子            | 藤井綾香 | 10月31日       |
| 第6話   | 獣王クロコダイン           | 千葉克彦 | 上田芳裕          | 上田芳裕          | 川村敦子                                                                                                | 宮本絵美子 眞部周一郎 | 藤井綾香 | 11月7日        |
| 第7話   | マァムの想い               | 千葉克彦 | 角銅博之          | 角銅博之          | 村上直紀                                                                                                | 宮本絵美子 眞部周一郎 | 藤井綾香 | 11月14日       |
| 第8話   | 百獣総進撃                 | 千葉克彦 | 牧野次郎          | 大庭秀昭          | 山﨑展義                                                                                                | 香川久 眞部周一郎     | 藤井綾香 | 11月21日       |
| 第9話   | ひとかけらの勇気           | 千葉克彦 | 唐澤和也          | 地岡公俊          | 片山貴仁                                                                                                | 宮本絵美子 小松こずえ | 藤井綾香 | 11月28日       |
| 第10話  | いざパプニカ王国へ         | 隅沢克之 | 大森常吉          | 小室未来          | 小川一郎                                                                                                | 小松こずえ            | 藤井綾香 | 12月5日        |
| 第11話  | 魔剣戦士ヒュンケル         | 隅沢克之 | 渡辺正樹          | 渡辺正樹          | 河野宏之                                                                                                | 香川久                | 藤井綾香 | 12月12日       |
| 第12話  | ふたりのライデイン         | 隅沢克之 | 上田芳裕          | 上田芳裕          | 藤田正幸 柄谷綾子 花輪美幸 沼田広 笠野充志 森前和也                                                     | 小松こずえ            | 藤井綾香 | 12月19日       |
| 第13話  | 決着の瞬間                 | 隅沢克之 | 唐澤和也          | 田中裕太          | 多嘉良敢                                                                                                | 香川久                | 藤井綾香 | 12月26日       |
| 第14話  | 氷炎将軍フレイザード       | 千葉克彦 | 角銅博之          | 角銅博之          | 袴田裕二                                                                                                | 小松こずえ            | 藤井綾香 | 2021年 1月9日  |
| 第15話  | 恐怖の結界呪法             | 千葉克彦 | 上田芳裕          | 上田芳裕          | 市川吉幸                                                                                                | 香川久                | 藤井綾香 | 1月16日        |
| 第16話  | 大魔道士マトリフ           | 隅沢克之 | 大森常吉          | 大庭秀昭          | 山﨑展義                                                                                                | 小松こずえ            | 藤井綾香 | 1月23日        |
| 第17話  | 不死身の救世主             | 千葉克彦 | 西村聡            | 宮元宏彰          | 河野宏之 横田守                                                                                         | 香川久                | 藤井綾香 | 1月30日        |
| 第18話  | ヒュンケル対ハドラー       | 隅沢克之 | 渡辺正樹          | 渡辺正樹          | 川村敦子                                                                                                | 小松こずえ            | 藤井綾香 | 2月6日         |
| 第19話  | アバン流最後の奥義         | 千葉克彦 | 田中裕太          | 田中裕太          | 村上直紀                                                                                                | 香川久                | 藤井綾香 | 2月13日        |
| 第20話  | 今すべてを斬る             | 千葉克彦 | 角銅博之          | 角銅博之          | 小泉昇                                                                                                  | 小松こずえ            | 藤井綾香 | 2月20日        |
| 第21話  | マァムの決意               | 隅沢克之 | 金子祥之          | 宇都宮正記        | 永作友克 桜井正明 服部憲知 安達祐輔 武本大介 佐々木一浩                                                 | 香川久                | 藤井綾香 | 2月27日        |
| 第22話  | デパートへ行こう           | 隅沢克之 | 上田芳裕          | 上田芳裕          | 河野宏之                                                                                                | 小松こずえ            | 藤井綾香 | 3月6日         |
| 第23話  | 竜の騎士                   | 千葉克彦 | 宮元宏彰          | 宮元宏彰          | 袴田裕二                                                                                                | 香川久                | 藤井綾香 | 3月13日        |
| 第24話  | 竜騎将バラン               | 千葉克彦 | 西村聡            | 大庭秀昭          | 山﨑展義                                                                                                | 小松こずえ            | 藤井綾香 | 3月20日        |
| 第25話  | 戦慄の竜闘気               | 千葉克彦 | 西村聡            | 田中裕太          | 市川吉幸                                                                                                | 香川久                | 藤井綾香 | 3月27日        |
| 第26話  | 竜騎衆大接近               | 千葉克彦 | 菅沼芙実彦        | 菅沼芙実彦        | 小泉昇 奈須川充                                                                                         | 小松こずえ            | 藤井綾香 | 4月3日         |
| 第27話  | 陸戦騎ラーハルト           | 隅沢克之 | 角銅博之          | 角銅博之          | 多嘉良敢                                                                                                | 香川久                | 藤井綾香 | 4月10日        |
| 第28話  | ダイの秘密                 | 隅沢克之 | 上田芳裕          | 上田芳裕          | 内山翠 川村敦子                                                                                         | 小松こずえ            | 藤井綾香 | 4月17日        |
| 第29話  | バランの怒り               | 隅沢克之 | 金子祥之          | 桐山貴央          | 村上直紀 川村敦子                                                                                       | 香川久                | 藤井綾香 | 4月24日        |
| 第30話  | ポップの覚悟               | 千葉克彦 | 西村聡            | 唐澤和也          | 袴田裕二 山岡直子                                                                                       | 爲我井克美 小松こずえ | 藤井綾香 | 5月1日         |
| 第31話  | 父と子の戦い               | 千葉克彦 | 宮元宏彰          | 宮元宏彰          | 横田守                                                                                                  | 香川久                | 藤井綾香 | 5月8日         |
| 第32話  | 父との決別                 | 千葉克彦 | 田中裕太          | 田中裕太          | 市川吉幸                                                                                                | 小松こずえ            | 藤井綾香 | 5月15日        |
| 第33話  | ザボエラの奇策             | 隅沢克之 | 西村聡            | 山田加余仲        | 高橋美香                                                                                                | 山岡直子              | 藤井綾香 | 5月22日        |
| 第34話  | ロモス武術大会             | 千葉克彦 | 座古明史          | 座古明史          | 小泉昇                                                                                                  | 爲我井克美            | 藤井綾香 | 5月29日        |
| 第35話  | 決勝戦の異変               | 千葉克彦 | 菅沼芙実彦        | 菅沼芙実彦        | 山岡直子 渡辺浩二 楢崎朝子                                                                              | 香川久                | 藤井綾香 | 6月5日         |
| 第36話  | 超魔生物対チウ             | 隅沢克之 | 角銅博之          | 角銅博之          | 奈須川充 内山翠                                                                                         | 爲我井克美            | 藤井綾香 | 6月12日        |
| 第37話  | 一瞬にすべてを             | 隅沢克之 | 上田芳裕          | 上田芳裕          | 川村敦子                                                                                                | 小松こずえ            | 藤井綾香 | 6月19日        |
| 特別編  | 冒険の軌跡、これからの旅路 | -        | -                 | -                 | - | -                     | -        | 6月26日        |
| 第38話  | 世界会議                   | 千葉克彦 | 渡辺正樹          | 渡辺正樹          | 竹森由加 村上直紀                                                                                       | 香川久                | 藤井綾香 | 7月3日         |
| 第39話  | 鬼岩城大上陸               | 千葉克彦 | 金子祥之          | 大庭秀昭          | 山﨑展義                                                                                                | 爲我井克美            | 藤井綾香 | 7月10日        |
| 第40話  | 闇の師弟対決               | 隅沢克之 | 西村聡            | 矢野岳            | 濱野裕一                                                                                                | 小松こずえ            | 藤井綾香 | 7月17日        |
| 第41話  | 最強の剣                   | 千葉克彦 | 唐澤和也          | 唐澤和也          | 横田守                                                                                                  | 香川久                | 藤井綾香 | 7月24日        |
| 第42話  | 死の大地                   | 千葉克彦 | 金子祥之          | 重矢葉月          | 奈須川充 袴田裕二                                                                                       | 爲我井克美            | 藤井綾香 | 7月31日        |
| 第43話  | 最強剣激突                 | 隅沢克之 | 上田芳裕          | 上田芳裕          | 小泉昇                                                                                                  | 山岡直子              | 藤井綾香 | 8月7日         |
| 第44話  | 氷河に消えた勇者           | 隅沢克之 | 西村聡            | 山田加余仲        | Kwon Oh sik Kim Si won Kim chae eun Park Se young Park Hoon Lim Keun soo Jeong Yeon soon Chae Gwang Han | 小松こずえ            | 藤井綾香 | 8月14日        |
| 第45話  | オリハルコンの戦士         | 千葉克彦 | 角銅博之          | 角銅博之          | 市川吉幸                                                                                                | 香川久                | 藤井綾香 | 8月21日        |
| 第46話  | 極大消滅呪文メドローア     | 千葉克彦 | 西村聡            | 村上貴之          | 川村敦子                                                                                                | 爲我井克美            | 藤井綾香 | 8月28日        |
| 第47話  | いざ決戦の地へ             | 隅沢克之 | 上田芳裕          | 上田芳裕          | 竹森由加                                                                                                | 山岡直子              | 藤井綾香 | 9月4日         |
| 第48話  | ハドラー親衛騎団           | 千葉克彦 | 宮元宏彰          | 宮元宏彰          | 奈須川充 加野晃                                                                                         | 小松こずえ            | 藤井綾香 | 9月11日        |
| 第49話  | パーティーバトル開始       | 隅沢克之 | 渡辺正樹          | 渡辺正樹          | 村上直紀 内山翠 渡辺浩二 楢崎朝子 川村敦子 市川吉幸                                                     | 香川久                | 藤井綾香 | 9月18日        |
| 第50話  | 我ら獣王遊撃隊             | 千葉克彦 | 西村聡            | 山田加余仲        | 高橋美香                                                                                                | 山岡直子              | 藤井綾香 | 9月25日        |
| 第51話  | アバン流究極奥義           | 千葉克彦 | 桐山貴央          | 桐山貴央          | 袴田裕二                                                                                                | 爲我井克美            | 藤井綾香 | 10月2日        |
| 第52話  | 父子竜出陣                 | 千葉克彦 | 田中裕太          | 重矢葉月          | 斉藤香                                                                                                  | 小松こずえ            | 藤井綾香 | 10月9日        |
| 第53話  | ハドラーの挑戦             | 千葉克彦 | 角銅博之          | 角銅博之          | 濱野裕一                                                                                                | 爲我井克美            | 藤井綾香 | 10月16日       |
| 第54話  | ハドラー対バラン           | 千葉克彦 | 上田芳裕          | 上田芳裕          | 横田守                                                                                                  | 香川久                | 藤井綾香 | 10月23日       |
| 第55話  | 黒の核晶                   | 隅沢克之 | 唐澤和也          | 山田加余仲        | 照屋朋美 Chae Gwang Han                                                                                 | 山岡直子              | 藤井綾香 | 10月30日       |
| 第56話  | 受け継がれる心             | 隅沢克之 | 大庭秀昭          | 大庭秀昭          | 山﨑展義                                                                                                | 爲我井克美            | 藤井綾香 | 11月6日        |
| 第57話  | 魔界の神                   | 千葉克彦 | 上田芳裕          | 矢野岳            | 市川吉幸                                                                                                | 香川久                | 藤井綾香 | 11月13日       |
| 第58話  | 意外な救世主               | 千葉克彦 | 西村聡            | 唐澤和也          | 小泉昇                                                                                                  | 小松こずえ            | 藤井綾香 | 11月20日       |
| 第59話  | 生存者たち                 | 千葉克彦 | 西村聡            | 板庇迪            | 高橋美香                                                                                                | 山岡直子              | 藤井綾香 | 11月27日       |
| 第60話  | ダイとポップ               | 千葉克彦 | 吉田大輔          | 宮元宏彰          | 奈須川充 加野晃 北村晋哉                                                                                | 爲我井克美            | 藤井綾香 | 12月4日        |
| 第61話  | 勇者アバン                 | 隅沢克之 | 角銅博之          | 角銅博之          | 川村敦子                                                                                                | 香川久                | 藤井綾香 | 12月11日       |
| 第62話  | 破邪の洞窟                 | 千葉克彦 | 上田芳裕          | 上田芳裕          | 竹森由加 内山翠 楢崎朝子 鞠野黄英                                                                       | 小松こずえ            | 藤井綾香 | 12月18日       |
| 第63話  | 聖なる継承                 | 千葉克彦 | 唐澤和也          | 山田加余仲        | 大槻菜穂 二松真理 吉岡勝 袁森茂 スタジオグラム                                                          | 山岡直子              | 藤井綾香 | 12月25日       |
| 第64話  | 決戦前夜                   | 千葉克彦 | 西森章            | 尾之上知久 甚大塚 | 山中正博 高橋美香 Chae Gwang Han Yu Seung Hee リバイバル Radplus                                        | 爲我井克美            | 藤井綾香 | 2022年 1月8日  |
| 第65話  | 暗黒のヒュンケル           | 隅沢克之 | 桐山貴央          | 桐山貴央          | 村上直紀 渡辺浩二                                                                                       | 香川久                | 藤井綾香 | 1月15日        |
| 第66話  | 五色の光                   | 千葉克彦 | 西村聡            | 三木琴絵          | 袴田裕二                                                                                                | 山岡直子              | 藤井綾香 | 1月22日        |
| 第67話  | 大破邪呪文の危機           | 千葉克彦 | 吉田大輔          | 山田加余仲        | 高橋美香                                                                                                | 爲我井克美            | 藤井綾香 | 1月29日        |
| 第68話  | 最後の挑戦                 | 吉田伸   | 西村聡            | 重矢葉月          | 斉藤香                                                                                                  | 小松こずえ            | 藤井綾香 | 2月5日         |
| 第69話  | 愛の超激突                 | 吉田伸   | 上田芳裕          | 上田芳裕          | 濱野裕一                                                                                                | 香川久                | 藤井綾香 | 2月12日        |
| 第70話  | 勝利か消滅か               | 隅沢克之 | 小川孝治          | 矢野岳            | 加野晃 増田誠治                                                                                         | 爲我井克美            | 藤井綾香 | 2月19日        |
| 第71話  | 真竜の闘い                 | 千葉克彦 | 吉田大輔          | 板庇迪            | 大槻菜穂 Yu Seung Hee Kim Kyung Ho Kang Mi Ae                                                           | 山岡直子              | 藤井綾香 | 2月26日        |
| 第72話  | 最後の一太刀               | 千葉克彦 | 唐澤和也          | 唐澤和也          | 市川吉幸                                                                                                | 小松こずえ            | 藤井綾香 | 3月5日         |
| 第73話  | 炎の中の希望               | 千葉克彦 | 宮元宏彰          | 宮元宏彰          | 横田守                                                                                                  | 香川久                | 藤井綾香 | 4月16日        |
| 第74話  | 大勇者の復活               | 吉田伸   | 大庭秀昭          | 大庭秀昭          | 川村敦子                                                                                                | 爲我井克美            | 藤井綾香 | 4月23日        |
| 第75話  | 破邪の秘法                 | 隅沢克之 | 上田芳裕          | 上田芳裕          | 米本奈苗                                                                                                | 山岡直子              | 藤井綾香 | 4月30日        |
| 第76話  | 正義の快進撃               | 千葉克彦 | 西村聡            | 重矢葉月          | 袴田裕二                                                                                                | 小松こずえ            | 藤井綾香 | 5月7日         |
| 第77話  | もうひとりの勇者           | 吉田伸   | 小川孝治          | 小川孝治          | 小泉昇                                                                                                  | 爲我井克美            | 藤井綾香 | 5月14日        |
| 第78話  | 地獄からの生還者           | 隅沢克之 | 菅沼芙実彦        | 菅沼芙実彦        | 村上直紀 竹森由加 渡辺浩二                                                                              | 香川久                | 藤井綾香 | 5月21日        |
| 第79話  | 銀髪のヒム                 | 千葉克彦 | 西森章            | 尾之上知久        | 山中正博 高橋美香 李嘉 Yu Seunghee Kim Kyungho Lee Youngmi                                              | 宮本絵美子 山岡直子   | 藤井綾香 | 5月28日        |
| 第80話  | チェックメイト             | 千葉克彦 | 桐山貴央          | 桐山貴央          | 斉藤香                                                                                                  | 小松こずえ            | 藤井綾香 | 6月4日         |
| 第81話  | ホワイトガーデンの決闘     | 吉田伸   | 上田芳裕          | 上田芳裕          | 増田誠治                                                                                                | 爲我井克美            | 藤井綾香 | 6月11日        |
| 第82話  | 正義の後継者               | 隅沢克之 | 矢野岳            | 矢野岳            | 濱野裕一                                                                                                | 山岡直子              | 藤井綾香 | 6月18日        |
| 第83話  | バランの遺言               | 吉田伸   | 山田加余仲        | 山田加余仲        | 高橋美香 二松真理 大槻菜穂                                                                              | 宮本絵美子 爲我井克美 | 藤井綾香 | 6月25日        |
| 第84話  | 起て、宿命の騎士           | 隅沢克之 | 宮元宏彰          | 宮元宏彰          | 市川吉幸 横田守                                                                                         | 香川久                | 藤井綾香 | 7月2日         |
| 第85話  | 大魔王バーン               | 千葉克彦 | 古田丈司          | 三木琴絵          | 袴田裕二 山岡直子 増田誠治 市川吉幸 横田守                                                              | 爲我井克美            | 藤井綾香 | 7月9日         |
| 第86話  | キルバーンの罠             | 千葉克彦 | 重矢葉月          | 重矢葉月          | 加野晃 山内翠                                                                                           | 山岡直子              | 藤井綾香 | 7月16日        |
| 第87話  | 勝負をかけた攻撃           | 千葉克彦 | 上田芳裕          | 上田芳裕          | 川村敦子                                                                                                | 宮本絵美子            | 藤井綾香 | 7月23日        |
| 第88話  | 闇の衣                     | 吉田伸   | 菅沼芙実彦        | 桐山貴央          | 米本奈苗                                                                                                | 香川久                | 藤井綾香 | 7月30日        |
| 第89話  | 凍れる時間の秘法           | 隅沢克之 | 佐藤雅子          | 広末悠奈          | 小松こずえ                                                                                              | -                     | 藤井綾香 | 8月6日         |
| 第90話  | 影と死神                   | 千葉克彦 | 小川孝治          | 近藤こころ        | 村上直紀 竹森由加 渡辺浩二                                                                              | 山岡直子              | 藤井綾香 | 8月13日        |
| 第91話  | バーンの真実               | 千葉克彦 | 古田丈司          | 矢野岳            | 小泉昇                                                                                                  | 爲我井克美            | 藤井綾香 | 8月20日        |
| 第92話  | 天地魔闘の構え             | 吉田伸   | 佐藤雅子          | 重矢葉月          | 斉藤香                                                                                                  | 香川久                | 藤井綾香 | 8月27日        |
| 第93話  | 瞳の宝玉                   | 千葉克彦 | 山田加余仲        | 山田加余仲        | 市川吉幸 袴田裕二 横田守                                                                                | 山岡直子              | 藤井綾香 | 9月3日         |
| 第94話  | 絆にかけて                 | 隅沢克之 | 古田丈司          | 三木琴絵          | 増田誠治                                                                                                | 爲我井克美            | 藤井綾香 | 9月10日        |
| 第95話  | 最大最後の逆転             | 千葉克彦 | 上田芳裕          | 上田芳裕          | 川村敦子                                                                                                | 香川久 宮本絵美子     | 藤井綾香 | 9月17日        |
| 第96話  | 閃光のように               | 吉田伸   | 西村聡            | 桐山貴央          | 加野晃 内山翠                                                                                           | 山岡直子              | 藤井綾香 | 9月24日        |
| 第97話  | 神の涙                     | 千葉克彦 | 田中裕太          | 田中裕太          | 米本奈苗 村上直紀 増田誠治                                                                              | 爲我井克美            | 藤井綾香 | 10月1日        |
| 第98話  | ダイの決断                 | 千葉克彦 | 宮元宏彰          | 宮元宏彰          | 横田守 爲我井克美                                                                                       | 香川久                | 藤井綾香 | 10月8日        |
| 第99話  | この腕で勝利を             | 千葉克彦 | 唐澤和也          | 唐澤和也          | 小泉昇 爲我井克美                                                                                       | 宮本絵美子            | 藤井綾香 | 10月15日       |
| 第100話 | さらば！愛する地上よ       | 千葉克彦 | 唐澤和也          | 唐澤和也          | 小松こずえ 宮本絵美子 山岡直子 香川久 爲我井克美                                                        | -                     | 藤井綾香 | 10月22日       |

#### 放送・配信
| 放送期間                                                      | 放送時間                                         | 放送局              | 対象地域 | 備考                                               |
| ------------------------------------------------------------- | ------------------------------------------------ | ------------------- | -------- | -------------------------------------------------- |
| 2020年10月3日 - 2022年10月22日                                | 土曜 9:30 - 10:00                                | テレビ東京系列全6局 | 日本国内 | [ 注釈 26 ]                                        |
| 2020年10月9日 - 2022年10月28日                                | 金曜 22:30 - 23:00                               | AT-X                | 日本全域 | CS放送 / リピート放送あり                          |
| 2020年10月17日 - 2022年11月5日                                | 土曜 1:55 - 2:25（金曜深夜）                     | 熊本放送            | 熊本県   |                                                    |
| 2020年11月25日 - 2021年9月29日 2021年10月6日 - 2022年11月23日 | 水曜 7:30 - 8:00 水曜 7:00 - 7:30                | テレビ和歌山        | 和歌山県 |                                                    |
| 2020年12月3日 - 2022年12月1日                                 | 木曜 17:25 - 17:55                               | びわ湖放送          | 滋賀県   |                                                    |
| 2021年5月27日 - 6月14日 2021年6月15日 - 2023年1月10日         | 月曜 - 金曜 23:00 - 翌日 0:00 火曜 19:00 - 19:30 | アニマックス        | 日本全域 | BS/CS放送 / 第26話まで2話連続放送 リピート放送あり |
| テレビ東京系列の地上波6局・アニマックスでは字幕放送を実施。   |                                                  |                     |          |                                                    |

| 配信開始日    | 配信時間        | 配信サイト |
| ------------- | --------------- | --- |
| 2020年10月4日 | 日曜 9:30 更新  | 東映アニメオンデマンド バンダイチャンネル ひかりTV dアニメストア J:COMオンデマンド milplus TELASA ビデックスJP GYAO!ストア ビデオマーケット DMM.com music.jp HAPPY!動画 あにてれ TSUTAYA TV dTV Rakuten TV Hulu Amazon Prime Video Paravi アニメ放題 U-NEXT Netflix |
|               | 日曜 17:00 更新 | ABEMAビデオ（ABEMAプレミアム会員限定） |

| 国・地域 | 放送・配信期間                 | 放送・配信時間     | 放送局・配信サイト | 備考                                                                            |
| -------- | ------------------------------ | ------------------ | ------------------ | ------------------------------------------------------------------------------- |
| 香港     | 2022年12月24日 - 2023年6月10日 | 土曜 10:15 - 11:15 | 無綫電視翡翠台     | 『勇者鬥惡龍 達伊的大冒險』（第1話 - 第50話）というタイトルにて放送 2話ずつ放送 |

| テレビ東京系列 土曜 9:30 - 10:00                                        | テレビ東京系列 土曜 9:30 - 10:00                                             | テレビ東京系列 土曜 9:30 - 10:00                                    |
| 前番組                                                                  | 番組名                                                                       | 次番組                                                              |
| ----------------------------------------------------------------------- | ---------------------------------------------------------------------------- | ------------------------------------------------------------------- |
| パズドラ （2020年4月4日 - 9月26日） 【日曜18:00 - 18:30に移動して継続】 | ドラゴンクエスト ダイの大冒険（2020年版） （2020年10月3日 - 2022年10月22日） | シャドウバースF （2022年10月29日 - 2023年3月25日） 【30分繰り上げ】 |

#### 映像ソフト（2020）
| 巻 | 発売日         | 収録話           | ジャケット       | 規格品番      |
| -- | -------------- | ---------------- | ---------------- | ------------- |
| 1  | 2021年1月29日  | 第1話 - 第13話   | ダイとゴメちゃん | EYXA-13211/2  |
| 2  | 2021年4月30日  | 第14話 - 第25話  | ポップ           | EYXA-13213/4  |
| 3  | 2021年7月30日  | 第26話 - 第37話  | マァム           | EYXA-13215/6  |
| 4  | 2021年10月29日 | 第38話 - 第50話  | ヒュンケル       | EYXA-13217/8  |
| 5  | 2022年1月28日  | 第51話 - 第62話  | レオナ           | EYXA-13219/20 |
| 6  | 2022年5月27日  | 第63話 - 第74話  | クロコダイン     | EYXA-13221/2  |
| 7  | 2022年8月26日  | 第75話 - 第87話  | 大勇者アバン     | EYXA-13223/4  |
| 8  | 2022年11月25日 | 第88話 - 第100話 | ダイ（双竜紋）   | EYXA-13225/6  |

#### ネット配信（2020）
東映アニメーション公式Youtubeチャンネルにて、2021年7月20日〜8月31日に第1話〜37話、同年11月26日〜28日に特別編、2022年1月1日〜7日にアバンストラッシュが登場したエピソードが配信された。

### 劇場アニメ
|       | タイトル                                               | 公開日         | 監督       | 脚本     | 同時上映作品                                                                               |
| ----- | ------------------------------------------------------ | -------------- | ---------- | -------- | ------------------------------------------------------------------------------------------ |
| 第1作 | ドラゴンクエスト ダイの大冒険                          | 1991年 7月20日 | 竹之内和久 | 隅沢克之 | ドラゴンボールZ とびっきりの最強対最強 まじかる☆タルるートくん 燃えろ!友情の魔法大戦       |
| 第2作 | ドラゴンクエスト ダイの大冒険 起ちあがれ!!アバンの使徒 | 1992年 3月7日  | 芝田浩樹   | 武上純希 | ドラゴンボールZ 激突!!100億パワーの戦士たち まじかる☆タルるートくん すき・すき♡タコ焼きっ! |
| 第3作 | ドラゴンクエスト ダイの大冒険 ぶちやぶれ!!新生6大将軍  | 1992年 7月11日 | 西沢信孝   | 武上純希 | ドラゴンボールZ 極限バトル!!三大超サイヤ人 ろくでなしBLUES                                 |

1作目はテレビシリーズ（1991年）のパイロット版、2・3作目はテレビシリーズ（1991年）の番外編である。

## ゲーム
- ドラゴンクエスト ダイの大冒険 クロスブレイド（2020年10月22日稼働・2024年3月31日稼働終了（2024年1月25日最終弾）[163]、アーケードゲーム、開発：シンソフィア・発売：タカラトミーアーツ）
- ドラゴンクエスト ダイの大冒険‐魂の絆‐（2021年9月28日サービス開始・2023年4月27日サービス終了[164]、iOS/Android用ゲームアプリ、開発：DeNA・配信：スクウェア・エニックス）
  - まいじつエンタは2021年10月4日に、配信されて間もない『魂の絆』が酷評されたことを報じた[165]。後日サービス終了のお知らせに「驚きと悲しみの声が上がる一方で」、早期の終了に「冷ややかな反応も少なくかった」とも報じている[166]。
- インフィニティ ストラッシュ ドラゴンクエスト ダイの大冒険（2023年9月28日発売、Nintendo Switch・PlayStation 5・PlayStation 4・Xbox Series X/S・Steam用ゲームソフト[167]、開発：ゲームスタジオ・発売：スクウェア・エニックス）
  - まいじつエンタは2023年4月5日に、発売時期がようやく決まったことに対し「ネット上の一部」が荒れたことを報道し[168]、2023年9月29日にはキャラクターなどのクオリティの高さが評価される一方で、「『紙芝居』と揶揄される」「止め絵」との落差が「物議を醸してしまっている」ことを報じた[169]。
  - ゲームのメディア評価の指標であるメタスコアに関しては、スコア62（PS5）・48（Switch）を記録[170]。日本のゲーム雑誌『週刊ファミ通』のクロスレビューでは31点（40点満点）でシルバー殿堂入りしている[171]。
  - ユーザーからの評価が低いことに対し、スクウェア・エニックスは「アニメの放送とゲームの発売時期のずれ」、ユーザーが期待する部分と「当社がセールスポイントとして注力したゲーム要素に乖離があったことも影響したのではないか」と分析している[172]。

上記の3タイトルはいずれも2019年12月21日に開催された『ジャンプフェスタ2020』にて、ゲーム化プロジェクトとして発表されていたが、その詳細が5か月後の2020年5月27日にYouTubeで配信された『ドラゴンクエストダイの大冒険 最新情報ダイ放出スペシャル！アニメキャスト生出演！ゲーム情報解禁!!』にて詳細が発表された。

### その他
- JUMP FORCE
- ドラゴンクエストウォーク
- 星のドラゴンクエスト[174]
- ドラゴンクエストタクト[175]
- ファイナルファンタジー ブレイブエクスヴィアス[176]
- ドラゴンクエストけしケシ![177]

## 関連商品

### 玩具
シルバー製チェスセット（発売元：U-TREASURE）
大魔王バーンが所有し、ハドラー親衛騎団が生み出されるもととなったチェスの駒を再現したもの。シルバー925と、シルバー925にブラックコーティングを施した2種類の貴金属で制作されており、実際に対局を楽しめる。価格は330万円（税込）。